# Структурализм

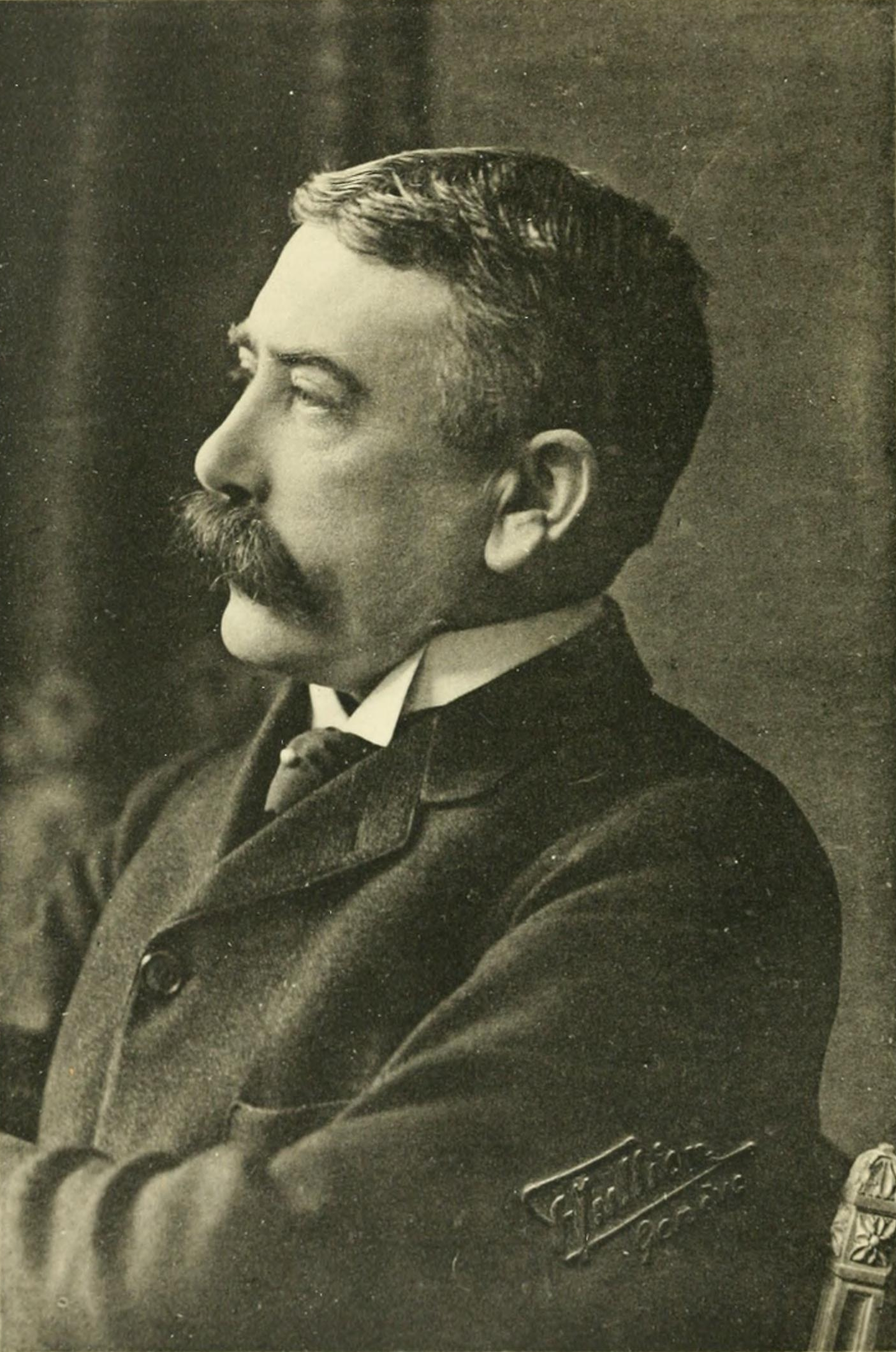
Фердинанд де Соссюр

Структурали́зм — междисциплинарное направление в социальных науках XX века, объединившее различные течения на основе изучения структур, использования лингвистических моделей для анализа общества и культуры, на принципах объективизма и холизма. Структурализм включал общефилософские, эпистемологические и социально-критические аспекты, его разновидности различались в зависимости от дисциплин.
Структурализм вырос из структурной лингвистики, у истоков которой стоял Фердинанд де Соссюр. Французские структуралисты провозгласили научную революцию в гуманитарных науках, их реорганизацию и интеграцию с помощью лингвистических методов. Структурализм заявил о приоритете бессознательных структур над субъектом и сознанием, отношений над элементами, синхронии над диахронией, холизма над атомизмом. Культура рассматривалась как знаковая система, а общество — как символический порядок. Структуралистские идеи применялись в антропологии, психоанализе, семиотике, литературоведении, религиоведении, истории, социологии и других областях.
Во Франции в 1950-е и 1960-е годы структурализм имел беспрецедентный успех в научном сообществе и массмедиа, после 1968 года его популярность снизилась, а к 1980-м годам сошла на нет. Структурализм не смог реализовать заявленные цели, сциентистские и универсалистские амбиции, но оказал заметное влияние на дальнейшее развитие гуманитарных наук. Основными фигурами в истории движения считаются Фердинанд де Соссюр, Роман Якобсон, Клод Леви-Стросс, Ролан Барт, Жак Лакан, Мишель Фуко.

## Общая характеристика
Структурализм трудно определить как направление или течение: сложно разграничить структурную лингвистику, лингвистический структурализм, французский структурализм и постструктурализм, выявить основополагающие источники и периодизацию. Структурализм чаще всего рассматривается в контексте истории философии как метод или подход, но не как философия. Как интеллектуальное движение он имел определённые временны́е рамки и затрагивал конкретные дисциплины, отличаясь от общего анализа структур, структурации и структурной дифференциации, а также от структурного или общенаучного системного подхода.
В самом общем виде структурализм — это философский подход, который утверждает, что объекты изучения в социальных и гуманитарных науках имеют относительную, а не субстанциональную природу (социальная реляционная онтология). Социальный мир объясняется не в терминах индивидуального действия, а через отношения и отношения между отношениями; целое образуется как их дифференциальная артикуляция. Эта метатеоретическая установка обеспечила объединяющий и междисциплинарный подход. Структурализм выступал против позитивизма (или натурализма), утверждавшего, что мир не зависит от сознания и непосредственно познаваем, и гуманизма, согласно которому люди создают и познают свой мир. Критика этих подходов выразилась в девизах «атака на реализм» и «смерть субъекта» . Помимо десубстантивации, в основе структуралистской «интеллектуальной установки» лежали холизм, философский объективизм, культурный релятивизм. По оценке Жана Клода Мильнера, структуралистская исследовательская программа затронула ключевые вопросы знания: отношение фюсиса (природа) и тесиса (культура и общество), модальности необходимого и случайного, идею галилеевской науки. Структурализм предложил целостную теорию знания на основе нового метода анализа эмпирических данных и, в философском плане, онтологию различия, переопределив отношения между Единым, Тождественным и Другим (антиплатонизм).
Социальный мир познаётся через структуры, а не намерения, функции или историю. Структуры — это скрытые, бессознательные или глубинные основания, которые согласно кодам, логике или законам порождают поверхностные явления и события. Синхрония имеет приоритет над диахронией, а горизонтальные или «пространственные» отношения — над социальными изменениями или трансформациями, которые определяются структурными правилами или понимаются как случайные разрывы. Критический метод позволяет идентифицировать и изучать конфигурации структур, объекты и их группы, структурные трансформации объектов. Рассмотрение структур всегда сопровождается теорией означивания и смысла. Структурализм не отрицал (хотя и не требовал) наличия глубинной или первичной структуры, как и возможности того, что носителем структур является индивид и что структуры могут быть нейрофизиологическими. Структурализм противопоставлял функцию герменевтике, систему — истории, антигуманизм — мистификации, трансформацию — эволюции, формализацию — описанию, синтаксис и семантику — содержанию языка; выступал против историзма, эссенциализма, атомизма, механицизма, бихевиоризма и психологизма. Энтони Гидденс отмечал следующие черты структурализма: тезис о важности структурной лингвистики для философии и социальной теории; подчёркивание относительной природы социальных целостностей (totalities) — произвольная природа языкового знака и приоритет означающего над означаемым; децентрация субъекта; особое внимание к письму и тексту; конститутивная роль темпоральности для объектов и событий.
Структурализм претендовал на универсальное объяснение культурных и социальных феноменов, выявление «бессознательных условий социальной жизни» (Леви-Стросс). Цель структурализма — выделить реальные структуры и синхронические причины. Культура и общество рассматривались как знаковые системы, символический порядок, который не редуцируется к внешним основаниям и, будучи бессознательным, конституирует представления человека о себе. Общество есть проекция символического порядка, за которым нет никакой иной реальности — ни субъективной (иллюзия гуманизма), ни внешней (иллюзия позитивизма). Поэтому имманентный структуралистский анализ рассматривал внутренние отношения как непосредственно данные, не зависящие от интерпретаций и социокультурного контекста.
Для выделения существенных абстрактных элементов структур необходима теория — система рационально связанных постулатов, которые объясняют эмпирические данные (Леви-Стросс, Лакан) и имманентны практике (Фуко, Луи Альтюссер). Знание не воспринимается и не представляется через факты, а производится — отсюда акцент на сознательной выработке концептов (Леви-Стросс, Альтюссер). Задача исследователя — создать целостную и логически непротиворечивую теорию, аксиоматизировать и формализировать её положения, а не разрешать вопрос о соотношении знания и действительности. Реальность и её научное описание различны — части наблюдаемого объекта не обязательно являются элементами структуры.
Структуралисты отстаивали точность и объективность, научное и истинное знание о человеке, были убеждены, что человеческая структура представляет логическую или рациональную систему, хотя универсальность разума не тождественна его конкретным воплощениям в обществе. Леви-Стросс, формализуя антропологию, надеялся на будущую компьютеризацию; Лакан систематизировал психоанализ по аналогии с математической аксиоматикой, называя психо-логию логическими исследованиями бессознательного; Барт писал о социо-логии — социальной логике.
Структурализм был не только теоретическим или научным проектом, но и политическим или идеологическим, представляя целостное мировоззрение. Хотя структуралистский подход, в отличие от психоанализа и марксизма, был этически нейтральным, структуралисты, как и их предшественники от Просвещения до модернизма, занимали место интеллектуалов-критиков существующего порядка. По определению Фуко, «структурализм не является новым методом; это бодрствующая, тревожная совесть современного знания». Наследуя критической традиции (Кант) и «мысли подозрения» (Маркс, Ницше, Фрейд), структурализм отказался от «идолов» сознания, Эго, субъекта и автора и осуществил радикальную критику разума, модерна и его демократических институтов, европоцентризма и различных западных телеологий. Разоблачая закабаление и господство в дискурсе Просвещения и модерна, структурализм обращался к фигурам ребёнка, безумца, дикаря. Эпистемологический детерминизм (Леви-Стросс, Фуко, Лакан), исключавший свободное человеческое действие, дополнялся глубоким антропологическим пессимизмом. Барт писал: «Я полностью, вплоть до тошноты, отвергаю нашу цивилизацию», а левистроссовское исследование мифов завершалось реквиемом по человеку — словом «НИЧЕГО».

## История

### Истоки
Истоки структурализма можно проследить от античности, «структурный анализ» иногда расширяют до Платона, Аристотеля и Евклида, как и до Декарта. Историки лингвистики Жан-Луи Шис и Кристиан Пюэш полагают, что проблематика структурализма восходит к вопросу Аристотеля о структурировании материи (устройство, усложнение и дифференциация). Среди предтеч течения часто называют Джамбаттисту Вико, а также скептиков XVII века — сторонников корпускулярного учения. Термин «структура» происходит от латинских structura и struere, первоначально он имел архитектурный смысл. В XVII—XVIII веках семантическое поле расширилось — слово использовалось в анатомии, психологии, геологии, математике для обозначения способа, посредством которого части сущего составляют целое. В XIX веке «структура» была частично вытеснена «организмом», получившим распространение в биологии и социальных науках, особенно у Герберта Спенсера. Последний, впрочем, в 1850-е годы выделял «структурную» и «функциональную» области в своей социологии. «Структура» отсутствовала у Гегеля, термин редко использовался Марксом и был определён Эмилем Дюркгеймом в «Правилах социологического метода» (1895).
Предвосхищение структуралистских идей обнаруживают у таких авторов XIX века, как Льюис Генри Морган, изучавший систему родственных отношений у индейцев, и Чарльз Сандерс Пирс, чьи отдельные ремарки содержат близкие к Соссюру тезисы о том, что структура элементов в системе является функцией отношений между элементами, а не свойством отдельного элемента. На рубеже XIX—XX веков предпринимались попытки ввести «структурализм» в психологию. Англо-американский психолог Эдвард Титченер, ученик Вильгельма Вундта, в статье «Постулаты структурной психологии» (1898) выступил за структурный подход против функционализма Франца Брентано, Джона Дьюи и Уильяма Джеймса. Титченер считал, что необходимо обнаружить элементарные составные части сознания. Термины «структурализм» и «структуралистский» в англоязычной литературе впервые упоминались применительно к подходу Титченера в 1907 году. Идеи этого структурализма были отвергнуты движением гештальтпсихологии в 1920-е годы. «Структурализм» определялся как неологизм в «Техническом и критическом словаре по философии» Андре Лаланда (1926, Париж).

### Периодизация и хронология
Возможны различные временны́е и концептуальные периодизации структурализма; выделяются два, три или пять сменявших друг друга течений, хотя любая хронология затруднена. Зарождение движения трудно связать с конкретным автором или текстом, проблематично указать и точную дату. Отмечается разрыв между возникновением идей, их распространением вне академической сферы и последующей институционализацией (Ф. Досс), несовпадение между «официальной историей», включающей, согласно историку лингвистики Джону Э. Джозефу, три этапа — основание структурализма в первой трети XX века, его распространение за пределы лингвистики в 1940-е и 1950-е годы и «низвержение» постструктурализмом в 1967—1968 годах, — и периодами наибольшего общественного и академического влияния структурализма (конец 1950-х годов — середина 1980-х годов) и постструктурализма (конец 1970-х — середина 1990-х годов).
Время возникновения структурализма датируют по-разному (1916, 1928—1929, 1944—1945, 1949, 1956), Шис и Пюэш связывают его с распространением понятия структуры в различных дисциплинах в конце 1950-х годов. Исследователь Оливье Декенс относит формирование структурализма к началу 1950-х годов, расцвет — к периоду с 1953 года до конца 1960-х годов, упадок — к началу 1970-х годов. Историк Франсуа Досс предложил точную периодизацию: возникновение течения (1956), высшая точка его развития (1967) и закат (1975); 1968-й год ознаменовал переход ко второй фазе структурализма. Ряд авторов указывали на раннее появление и одновременное существование постструктурализма. В англоязычной литературе устоялось разделение движения на структурализм и постструктурализм, во Франции термин «постструктурализм» обозначал неокантианских либеральных философов 1980-х годов. Как полагает Пюэш, схема упрощённо противопоставляет сциентистский структурализм спекулятивному постструктурализму как более поздней критической реакции на первое течение. В то же время второй термин подчёркивает и разрыв, и преемственность. Мильнер, поместив в центр структуралистского проекта лингвистику, разграничил исследовательскую программу, которая развивалась с 1920-х годов (Московский лингвистический кружок) до 1968 года, и философское течение («докса»), представлявшее ответ на философию Жана Поля Сартра в 1960-е и первую половину 1970-х годов (Барт, Фуко и др.).
В 1950-е и 1960-е годы структурализм воспринимался как «великая надежда» для гуманитарных наук, движение объединило множество учёных, особенно во Франции, вокруг неоднозначной эпистемологической революции и затронуло множество областей — от математики, лингвистики и семиотики до религиоведения, кибернетики и теории систем. После 1955 года структурализм стал ассоциироваться с французской интеллектуальной жизнью в целом и почти два десятилетия определял представления об обществе и культуре. В конце 1950-х — начале 1960-х годов он распространился из лингвистики и антропологии в литературную критику, сравнительное религиоведение, дискурс-анализ, марксистскую философию, политическую социологию, образование, экономику и психоанализ.
Ведущие позиции структурализма во Франции утвердила атака Леви-Стросса на историческую диалектику Сартра в «Первобытном мышлении» (1962). К середине 1960-х годов научное и медийное влияние объединительной программы достигло своего пика, за которым последовал спад, отмеченный растущими разногласиями среди структуралистов, попытками преодоления структурализма, иногда преждевременными смертями, переориентацией французских массмедиа на других философов и социальных мыслителей. Большинство исследователей связывают конец структурализма, с одной стороны, с появлением в конце 1950-х годов — начале 1960-х годов генеративной грамматики Ноама Хомского, нацеленной против системной и синхронической модели языка, а с другой стороны, с критикой логоцентризма и понятия структуры у Соссюра и Леви-Стросса в работах Жака Деррида «Письмо и различие» и «О грамматологии» (1967). Теоретический крах структурализма нередко относят к 1967 году.
В настоящее время структурализм часто считается первоначальным обозначением французской «теории» (French Theory; также «критической теории», «континентальной теории»), которая позднее называлась «новой критикой», постструктурализмом, постмодернизмом. French Theory была «изобретена» в 1970-е годы в США и в этом качестве распространилась во всем мире, к XXI веку став новым каноном социальных и гуманитарных наук. Социолог Йоханнес Ангермюллер считает структурализм (1960—1975) первым этапом её развития; в дальнейшем (1975—1990) «теория» была адаптирована ведущими американскими университетами (литературная критика и различные гуманитарные дисциплины), а на третьем этапе (с 1990 года) вернулась в европейскую политическую и социальную теорию. Социологи Жизель Сапиро и Люсиль Дюмон выделяют два этапа в международном распространении и восприятии структурализма. На первом этапе, в 1960—1970-е годы (Великобритания, Италия, Бразилия, Германия, США) его продвижению через различные интеллектуальные каналы способствовали теоретический характер текстов, медийность, межстрановое сотрудничество и перемещение исследователей, конференции (во Франции, США и других странах), публикации как в академических, так и в коммерческих изданиях. Как исследовательскую программу (в терминах Имре Лакатоса) структурализм начали рассматривать в антропологии и литературоведении (Великобритания и Италия). В англо-американской аналитической философии структурализм долго оценивался отрицательно, его политизированной рецепции противостоял и формализм новой критики, что в 1980-е годы вылилось в «войны за канон». Для второго этапа, после «официального» конца структурализма — с 1980-х годов, когда началась «волна» переводов, до настоящего времени (2016) — характерны обзорные и критические работы, эпистемологические и исторические реконструкции. В 1990-е годы French Theory подверглась критическим атакам и частью утратила позиции в США, но сохранила их во многих европейских, южноамериканских и азиатских университетах.
Историография структурализма включает французскую и возникшую в 1970-е годы англо-американскую традицию, немецкие и итальянские исследования. Анализ вторичной литературы затрудняется наличием работ самих структуралистов по истории течения, а также появлением в 1980-е годы множества работ о постструктурализме. С конца 1970-х годов преобладала критика движения, в конце 1990-х годов появились новые подходы во Франции, Германии и США. По данным Ангермюллера, объёмы литературы о французских теоретиках (Фуко, Барт, Лакан, Леви-Стросс, Альтюссер) составляют сотни наименований, в основном на английском языке, что сопоставимо с показателями ведущих немецких авторов (Юрген Хабермас или Никлас Луман). Наиболее переводимые в мире структуралисты, если не считать Фуко, — Барт (не менее 40 языков в 44 странах) и Леви-Стросс (35 языков и 40 стран), затем следуют Лакан, Жерар Женетт и Альгирдас Греймас.
| Годы            | События |
| 1915—1925       | Московский лингвистический кружок, ОПОЯЗ |
| 1916            | «Курс общей лингвистики» Ф. де Соссюра |
| 1920-е — 1950-е | Возникновение современной лингвистики, становление и ведущее положение структуралистских школ |
| 1926—1939       | Пражский лингвистический кружок (Пражская школа) |
| 1928            | I международный конгресс лингвистов (Гаага) «Морфология сказки» В. Проппа |
| 1929            | Тезисы о «структурном методе» (Р. Якобсон, Н. Трубецкой, С. Карцевский), введение термина «структурализм» в лингвистику (Якобсон) Первый международный съезд славистов |
| 1931            | Основание Копенгагенского лингвистического кружка (Л. Ельмслев, В. Брёндаль) |
| 1933            | «Язык» Л. Блумфилда |
| 1938            | Статья «Предыстория верховных фламинов» Ж. Дюмезиля |
| 1939            | «Принципы фонологии» Трубецкого |
| 1942            | Знакомство Якобсона и К. Леви-Стросса в Нью-Йорке |
| 1945            | Статья Леви-Стросса «Структурный анализ в лингвистике и антропологии» |
| 1949            | «Элементарные структуры родства» Леви-Стросса |
| 1953            | «Римский доклад» Ж. Лакана «Нулевая степень письма» Р. Барта |
| 1955            | «Печальные тропики» Леви-Стросса |
| 1956            | «Основы языка» Якобсона и М. Халле |
| 1957            | «Синтаксические структуры» Н. Хомского «Мифологии» Барта |
| 1958            | «Структурная антропология» Леви-Стросса |
| 1959            | Междисциплинарные коллоквиумы (Париж, Серизи-ла-Саль) по структуре: Леви-Стросс, Э. Бенвенист, Р. Арон, А. Лефевр, Л. Гольдман, П. Вилар, Ж. Пиаже, М. де Гандильяк, Ф. Перру и др. |
| 1960-е          | Подъём социальных наук (Франция): лингвистика, антропология, этнология, социология, семиология, психоанализ; марксизм; философия. Междисциплинарность Распространение семиологии в Европе (Италия, Германия) Первые переводы: Италия, США (Барт, Леви-Стросс, Фуко), Великобритания (Л. Альтюссер) Издательский и медийный бум структурализма (Франция, 1966—1968) |
| 1960-е — 1970-е | Переход в лингвистике от структурализма к генеративизму, а также к социолингвистике, прагматике дискурса |
| 1960            | Создание Леви-Строссом Лаборатории социальной антропологии в Коллеж де Франс «Критика диалектического разума» Ж.-П. Сартра «Знаки» М. Мерло-Понти Основание журнала «Tel Quel» |
| 1960—1962       | Полемика Сартра и Леви-Стросса |
| 1961            | «История безумия в классическую эпоху» Фуко Учреждение журнала «L’Homme» (Леви-Стросс, Бенвенист) |
| 1962            | «„Кошки“ Шарля Бодлера» Якобсона и Леви-Стросса «Первобытное мышление» и «Тотемизм сегодня» Леви-Стросса, публикация «Тотемизма сегодня» в США |
| 1963            | «Язык» Ельмслева и «Очерки общей лингвистики» Якобсона (публикации во Франции) «О Расине» Барта Полемика Леви-Стросса и П. Рикера |
| 1964—1971       | «Мифологики» Леви-Стросса |
| 1964            | «Основы семиологии» Барта «Наследники» П. Бурдьё и Ж.-К. Пассерона «Сырое и приготовленное» Леви-Стросса Номер 4 «Сommunications» («семиологический манифест», ред. Барт) Создание Лаканом Парижской школы фрейдизма Лакановские семинары в Высшей нормальной школе |
| 1965            | «За Маркса» и «Читать „Капитал“» Альтюссера «Миф и мышление греков» Ж.-П. Вернана «Аспекты теории синтаксиса» Хомского |
| 1965—1966       | Полемика Барта с Р. Пикаром |
| 1966            | «Слова и вещи» Фуко «Структурная семантика» А. Греймаса «Проблемы общей лингвистики» Бенвениста «Écrits» Лакана «Теория литературы» Ц. Тодорова «Фигуры» Ж. Женетта Учреждение журналов «Langages» и «Les Cahiers pour l’analyse» Номер 8 «Communications» (статьи Барта, Греймаса, Тодорова, У. Эко) Создание семиолингвистического отделения в Лаборатории социальной антропологии Коллеж де Франс и в Практической школе высших исследований (Греймас) Международный коллоквиум в университете Джонса Хопкинса (Балтимор, США): Барт, Тодоров, Лакан, Вернан, Гольдман и Деррида Первая международная конференция по семиотике (Польша): Якобсон, Греймас |
| 1967            | «Система моды» и «Смерть автора» Барта «О грамматологии», «Голос и феномен» и «Письмо и различие» Ж. Деррида |
| 1968            | «Структурализм» Пиаже «Что такое структурализм?» (сб. под ред. Ф. Валя) «Звуковая модель английского языка» Хомского и Халле Майские события (Франция) |
| После 1968      | Дистанцирование ведущих авторов от структурализма (Фуко, Барт, Лакан) Ослабление теоретических и медийных позиций структурализма (Франция) |
| 1969            | «Археология знания» Фуко Создание Венсенского университета Избрание Фуко в Коллеж де Франс Введение термина «нарратология» (Тодоров) |
| 1970-е          | Структурализм в исторической антропологии третьего поколения школы «Анналов» и школы Вернана Распространение нарратологии (Европа, США) Переводы на английский, испанский и немецкий языки (Барт, Фуко, Лакан) Первые исследования структурализма на английском, итальянском и немецком языках |
| 1970            | «S/Z» Барта Основание журнала «Поэтика» (Тодоров, Женетт) Разделение Сорбонны на 13 университетов Вытеснение терминов «семиология» и «структурализм» термином «семиотика» (Франция). |
| 1972            | «Анти-Эдип» Ж. Делёза и Ф. Гваттари |
| 1973            | «Метаистория» Х. Уайта Избрание Леви-Стросса во Французскую академию |
| 1975            | «Структуралистская поэтика» Дж. Каллера Избрание Барта в Коллеж де Франс |
| С 1975          | Завершение периода междисциплинарности (Франция) Отступление структурализма, приход «новых философов» (Франция) Распространение деконструкции в литературной критике в США (Йельская школа) Введение терминов «постструктурализм» и «French Theory» (США) |
| 1979            | «Структурализм и после» (ред. Д. Стеррок) |
| 1980            | Смерть Барта |
| 1980            | «Век структурализма» Э. Курцвейл |
| 1981            | Смерть Лакана |
| 1980-е          | Исчезновение структурализма (начало 80-х гг., Франция) «Вторая волна» переводов: Германия, Япония, Испания, Великобритания, Бразилия, США, Италия, Португалия Преобладание критических работ по структурализму «Войны за канон» между наследниками структурализма и неоконсерваторами (США) Распространение (пост)структурализма в Великобритании Критика «мысли 1968» (нео)либералами и консерваторами (Франция) Подъём Cultural Studies и гуманитарных дисциплин (англоязычный мир): литературная критика, история, география, антропология («постструктурализм»)                                                                                          |
| 1990-е          | Переводы: Восточная Европа, Россия и постсоветское пространство, Южная Корея, Скандинавия, Турция, Мексика, Аргентина, Голландия «Научные войны» (США, Франция) Возвращение «постструктурализма» в Европу: политическая теория и политическая философия, радикальный конструктивизм, деконструкция (Франция, Италия, Германия). Эссекская школа (Великобритания) Cultural Studies Устойчивое обозначение структурализма и его наследников общим термином «Теория» Ослабление позиций генеративизма, мультипарадигмальность лингвистики |
| 1991—1992       | «История структурализма» Ф. Досса, 2 тома |
| 2000-е          | Переводы: Китай |
| 2009            | Смерть Леви-Стросса |

### Проблема французской исключительности
Часть исследователей помещала структурализм в институциональный и исторический контекст периода 1945—1975 годов, предлагались различные социальные и политические объяснения. Движение рассматривалось как ответ на экзистенциализм и марксизм в условиях политической ситуации в послевоенной Франции и Холодной войны. Другие (большинство) оспаривали историко-политический подход, указывая, что структуралистские идеи возникали независимо у авторов разных стран. Расцвет структурализма в 1960-е годы связывают с бурным ростом социальных наук, демократизацией высшего образования, социальными изменениями 1968 года.
Левые критики, в том числе Анри Лефевр и Корнелиус Касториадис, считали структурализм отражением современного капитализма, идеологией «господствующего класса» технократического и бюрократического государства Шарля де Голля, поскольку бюрократия «в сущности структурирующая и структурируемая». Позиции Лефевра развивались некоторыми англоязычными исследователями, однако критиковались за примитивизм и марксистские клише. Социолог Эдит Курцвейл полагала, что структурализм — «новый консерватизм левых» — был аполитичным, но предоставлял французским левым псевдополитическую теорию, которая не имела прямого отношения к марксизму, но сохраняла социалистическую ориентацию. Досс отмечает исторические факторы: Вторая мировая война (Холокост), крушение коммунистических идеалов (1956), процессы деколонизации. Пессимизм в отношении истории и человека, редуцированного в современном обществе к серийному номеру, привёл к «исходу» интеллектуалов из западной истории — Бороро и Намбиквара иногда воспринимались как воплощение истины и человечности. Досс считает переломным моментом доклад Хрущёва на XX съезде и советское вторжение в Венгрию: философы-марксисты разочаровались в истории и обратились к антропологии, отказавшись от экзистенциализма Сартра, который поддерживал СССР. Позиции Досса подвергались критике за политизированный социологизм, концептуальные и хронологические неточности, поверхностный подход к исследовательской проблематике и формированию теоретических традиций.
Структурализм часто связывался с событиями 1968 года, выдвигались различные каузальные объяснения: движение привело к этим событиям либо они породили или, напротив, уничтожили структурализм. Раймон Арон считал, что структуралисты стояли за студенческими волнениями. Досс полагал, что структурализм был не причиной, а институциональным бенефициаром майских событий (создание Венсенского университета и др.). Политические позиции представителей движения были различными: Альтюссер и Фуко поддерживали студентов, Леви-Стросс, Барт и Деррида дистанцировались от майских событий, Лакан не придерживался левых взглядов. Как отмечает Ангермюллер, антисистемный и оппозиционный этос не был необычным в конце 1960-х годов, левацкая ориентация структуралистов привлекла внимание позднее, после неолиберального поворота 1980-х годов, когда их работы политизировали. Неокантианские философы (Л. Ферри, А. Рено и др.) критиковали «мысль 1968 года» за «радикализм» и «сектантство», считали структуралистский антигуманизм «тоталитаризмом» и «варварством», отрицавшим мораль, демократию и права человека, сближали его с нацизмом (через философию Мартина Хайдеггера); последний тезис, впрочем, отрицается даже современными критиками структурализма.
Иногда отмечается маргинальное положение структуралистов по отношению к академическим учреждениям и необычность карьер (Досс), что, по мнению историка лингвистики Жаклин Леон, верно только для лингвистов, поскольку и Леви-Стросс, и Лакан, и Альтюссер, и Фуко, и Барт получили соразмерное академическое признание. Как полагала Курцвейл, структуралисты сформировали интеллектуальное сообщество (хотя и отрицали свою к нему принадлежность), участников которого объединяли философское образование, интерес к общим вопросам и разным дисциплинам (философия, история, литература). Ангермюллер связывает подъём движения во французском интеллектуальном поле с символическим кризисом университетской системы образования, расширением академического поля, изменениями в издательской сфере и прессе. Структурализм ознаменовал переход от традиционной образовательной модели «центр» — «периферия» к современной организации автономных исследовательских центров. После 1968 года Сорбонна распалась на дюжину университетов, «периферийные» учреждения (Коллеж де Франс, Высшая нормальная школа) или новые университеты (Нантер, Венсен) выдвинулись на первый план. Ангермюллер считает структурализм интеллектуальным поколением, возникшим в определенных социальных и исторических обстоятельствах. В отличие от предыдущего поколения экзистенциалистов, «структуралистское поколение» связано с 1968-м годом, с появлением массовой культуры и постматериальных ценностей, с обращением к Соссюру и Фрейду, Марксу и Ницше. Структуралисты объединялись в более или менее консолидированные группы или сети в национальном масштабе (что характерно для Франции), в которых не было интеллектуального центра. Подвергая критике традиционный университетский уклад, структуралисты преодолевали границы между различными областями (академической, политической, эстетической), участвовали в общественных дебатах по моральным и политическим вопросам; Фуко, Альтюссер, Барт, Лакан, Деррида и Делёз имели беспрецедентный успех вне академического поля благодаря развитому во Франции рынку символического производства — книг, журналов и произведений искусства.
Закат движения связывается Доссом с окончанием войны во Вьетнаме и крахом тоталитарной идеологии («эффект ГУЛАГа» после публикации книги Солженицына в 1974 году), с возвращением к демократическим ценностям, а также с атаками со стороны «новых философов». В науке дисциплинарная специализация и завершение междисциплинарного периода сопровождались упадком универсализма, что привело к краху марксизма и структурализма. Как пишет Ангермюллер, в 1970-е годы исчезли предпосылки для структуралистского движения — с преодолением кризиса и возвращением к «нормальной науке» (в терминах Томаса Куна) произошла новая консолидация французского академического поля. К 1980-му году «золотая эпоха „великих интеллектуалов“» и «интеллектуальных пророчеств» завершилась — во французских медиа место богемных бунтарей-структуралистов заняли консервативные «новые философы».

## Классификация
По оценке Гидденса,

Многие сомневались в существовании целостного направления мысли, обозначенного как «структурализм», не говоря уже о ещё более размытом названии «постструктурализм»... К тому же, большинство ведущих фигур, обычно объединяемых под этими ярлыками, отрицали содержательное применение этих терминов к собственным проектам.
Французские критики считали очевидным неоднородность течения, невозможность выявить общие принципы или общую теоретическую программу (например, у таких разных мыслителей, как Фуко и Деррида). Этот тезис соответствует высказываниям представителей движения, которые отказывались считать структурализм эпистемологической позицией или совокупностью раз и навсегда установленных и всеми разделяемых методологических принципов. Соссюр не использовал термин «структура», Леви-Стросс отстаивал «структурную антропологию» и «структурализм», но впоследствии стал более осторожным; Барт следовал Леви-Строссу, но недолго; Фуко, Лакан, Альтюссер и Деррида отличались от Соссюра и Леви-Стросса и друг от друга. Лакана можно считать фрейдистом; Деррида — постфеноменологом, а Фуко — постмарксистом и ницшеанцем и т. д. Одни авторы принимали соссюровскую теорию различия (Леви-Стросс, Деррида, Лакан, Пьер Бурдьё), другие обращались к ней эпизодически (Фуко, Барт); семантическая теория на основе логики (Греймас) сосуществовала с пирсовой семиотикой (Лакан) и ранней остиновской прагматикой (Фуко); наконец, согласие с критикой гуманизма не означало принятие структуралистской модели (Делёз и Ж.-Ф. Лиотар). C радикальной точки зрения, «французский структурализм» был сконструирован медиа; в реальности разнородное течение в попытке создать единую философскую рамку и общую теорию гуманитарных наук связало в «гордиевом узле» самые разные направления мысли (немецкий идеализм, марксизм, феноменология, экзистенциализм, психоанализ, структурная лингвистика). В 1968 году философ Франсуа Валь так описывал ситуацию во Франции:

Сегодня можно насчитать два позитивистских структурализма (второй обвиняет первый в эмпиризме), один — открыто рационалистический, по меньшей мере два структурализма, провозглашающих низвержение субъекта (второй обвиняет первый в редукционизме); существуют философия в классическом смысле, которая использует структурализм, и несколько структурализмов, опровергающих всю философию через её собственные основания и т. д.
Французская историография обычно выделяет три течения. Досс отмечал сциентистский (Леви-Стросс, Греймас, Лакан), семиотический (Барт, Женетт, Ц. Тодоров, М. Серр) и исторический или эпистемологический (Альтюссер, Фуко, Бурдьё, Деррида, Вернан и, обобщённо, третье поколение школы «Анналов») структурализмы. Литературовед Томас Павел различал сциентистский (Леви-Стросс, Греймас, Барт 1960-х годов), умеренный (Женетт, Тодоров) и спекулятивный (Леви-Стросс, Альтюссер, Фуко, Деррида, Лакан, поздний Барт и др.) структурализмы. Представители первого направления опирались на структурную лингвистику, считая её наиболее развитой из социальных наук. Умеренный структурализм обновлял традиционную литературную проблематику, с учётом достижений «научного» течения и восточноевропейских исследований по морфологии культуры, стилистике, эстетике формализма. Спекулятивный, наиболее неоднородный и трудно определяемый структурализм радикально пересматривал традиционную мысль. Декенс условно выделяет структурализм Леви-Стросса, Лакана, Барта и Якобсона; его пересмотр у Фуко и Альтюссера в философии, Ж.-П. Ришара, Женетта и Тодорова в литературоведении; критику у Деррида, Делёза и Лиотара. Венсан Декомб, оценивая структурализм по отношению к феноменологии, разграничивал научный метод, анти-феноменологическую теорию смысла (семиология) и философские споры о сознании и смерти человека.
Во Франции структурализм обычно помещали в традицию философских и художественных течений (романтизм, символизм, сюрреализм, экзистенциализм, персонализм), структуралистов считали продолжателями эстетического авангарда начала XX века, иногда — наследниками сюрреализма или символизма. Ангермюллер усматривает связь между «искусством ради искусства» и структуралистским «исследованием ради исследования» и относит экзистенциализм и структурализм к теориям периода позднего модернизма (1945—1975).

## Ф. де Соссюр и структурализм в лингвистике

### Революция Ф. де Соссюра в языкознании
Основополагающим текстом структурализма и современной лингвистики является «Курс общей лингвистики» (1916) Фердинанда де Соссюра. Предмет лингвистической науки — язык, базовый элемент языка — знак, абстрактный объект, который не связывает вещь и имя, а образует единство понятия, или означаемого, и звукового образа, или означающего. Соссюр настаивал на произвольности или условности связи между означаемым и означающим, считая этот тезис самоочевидным. Знак связывает не существующие идеи и звуки, а разделяет два бесформенных континуума опыта. Согласно Соссюру,

Взятое само по себе мышление похоже на туманность, где ничто чётко не разграничено... Звуковая субстанция не является ни более определённой, ни более устоявшейся, нежели мышление... Не только обе области, связанные в языковом факте, смутны и аморфны, но и выбор определённого отрезка звучания для определённого понятия совершенно произволен.
Соссюр приводил пример слов sheep и mouton, которые не могут «означать» одно и то же, поскольку sheep сосуществует в системе понятий с mutton, в то время как mouton относится к обоим понятиям (животное и мясо). Аналогично французский знак arbre не означает то же, что и английское tree, хотя для целей перевода оба слова считаются эквивалентами. Знак является единой психической сущностью, но характеризуется скорее негативно. Его свойства — значимости или значения (valeur) — определяются не содержанием или опытом, а проявляются в отношениях различия — между означающим знака и остальными означающими языка, между означаемым знака и другими означаемыми. Значения порождаются через различия, поэтому язык — это система чистых различий, «форма, а не субстанция».
Совокупность знаков образует замкнутую и абстрактную систему, в которой всё взаимосвязано (tout se tient). Соссюр разграничил язык (la langue) и речь (la parole). Язык — это коллективная «совокупность отпечатков, имеющихся у каждого в голове», в речи же «нет ничего коллективного», её «проявления индивидуальны и спонтанны». Как пишет Досс, дихотомия языка и речи включала оппозиции социального и индивида, абстрактного и конкретного, необходимого и случайного, сконструированного и данного. Язык — это психическое и бессознательное явление, но он имеет материальную и социальную природу, не врождённую, а приобретённую. Язык — это социальный факт, социальный продукт, существующий в «коллективном сознании». Система языка функционирует в двух измерениях — «вертикальном» («ассоциация») и «горизонтальном» («синтагма»): к первому относятся актуальные высказывания или языковые события, ко второму — невысказанное, система языка в целом.
Соссюр обосновал «синхронический» анализ, противопоставив его общепринятому в XIX веке «диахроническому» — сравнительно-историческому подходу в языкознании. В диахроническом анализе сравниваются синхронические системы языка, даже если они относятся к разным временным периодам. Соссюр выдвинул два аргумента: методологический и психологический. Синхроническая перспектива необходима для системного анализа внутренних связей языка; синхронический аспект «превалирует над диахроническим, так как для говорящих только он — подлинная и единственная реальность». Иллюстрацией синхронии является шахматная партия — предыдущие ходы фигур в любой момент времени не имеют значения для игроков.
Сочетание психического и социального подходов к языку в схематичной и противоречивой программе сделало Соссюра предшественником нескольких лингвистических школ. Предложив создать семиологию — «общую науку, изучающую жизнь знаков в рамках жизни общества», — Соссюр возродил античную и средневековую традицию семиотики (языковеды XIX века изучали гласные и согласные). Рассмотрев язык как систему, Соссюр преодолел как органицистские или трансцендентальные представления, так и атомизм. Его концепция часто сравнивалась с тезисом Дюркгейма о том, что социальное целое не сводится к сумме частей, хотя, отмечал Гидденс, она была более сложной. Установив, что элементы языка определяются друг через друга, Соссюр переформулировал понятия части и целого: целое представляет сумму формальных отношений между частями. Джозеф указывает на контекст начала XX века: философские дебаты между сторонниками холистической (последователи Гегеля) и аналитической природы вселенной (логический атомизм Бертрана Рассела). Тезис о языке как системе имел холистический подтекст, но позволял избежать выбора между частями и целым и совместить оба подхода: каждая часть представляла целое. Как отмечает Мильнер, новаторством Соссюра была симметричность, комплементарность составляющих знака (чему служила новая терминология), её не было в ранних семиотических моделях — у Августина, в грамматике Пор-Рояля и др.
Идея произвольности была радикальной (вопрос восходил к «Кратилу» Платона) и влекла за собой вывод о независимости языка от внешнего мира (референта). Спорный тезис часто критиковался, особенно когда трактовался как утверждение о конвенциональном характере языка. Как отмечали критики, если считать язык психической реальностью, то знак не может быть произвольным. Эмиль Бенвенист (1939) в своей влиятельной критике указал, что Соссюр противоречил собственной логике, поскольку смешал традиционную связь знака и вещи и отношение означаемого и означающего: возникновение связи произвольно, но для говорящего (в синхронии) она необходима, в силу единства знака. Трактовка произвольности как указания на негативную природу языка ограничивает возражение Бенвениста и выводит Соссюра за рамки простого конвенционализма. Вопрос о философской природе означаемого, однако, остался открытым — Соссюр не дал точного определения, а постулировал его языковую сущность и зависимость от означающего.
При анализе соссюровского наследия необходимо учитывать как генезис и реальное влияние «Курса общей лингвистики», так и его ретроспективную актуализацию в различных версиях структурализма. Наиболее востребованной идеей стало различение означающего и означаемого, тезис о языке как системе различий имел последствия для понимания природы смысла. Элиминирование из анализа субъекта, речи и психологии, которое помогло Соссюру обосновать автономию лингвистики как науки, повлияло на структурализм за пределами лингвистики.

### Структурализм в лингвистике
Различные версии структурализма занимали ведущие позиции в языкознании с 1920-х до начала 1960-х годов, до появления генеративизма Хомского. В Праге, Копенгагене и США возникли три структуралистские школы: Пражский функционализм, глоссематика Луи Ельмслева и дескриптивизм Леонарда Блумфилда. Дискуссионным является существование единой Женевской школы и французской школы структурной лингвистики. Ученики Соссюра (Ш. Балли и др.) и французские лингвисты (А. Мейе, А. Мартине и др.) в диалоге с идеями Соссюра разрабатывали собственные концепции: зачатки прагматики, функционализм. Неясно, в какой степени можно считать структурализмом американскую лингвистику, которая сильно отличалась от европейской ветви. Наконец, спорно отнесение к структуралистам Жоржа Дюмезиля, Бенвениста и Хомского. Общие черты и европейского, и американского направления — синхрония, произвольность, социальная и психическая природа языка, язык как система, синтагма и парадигма.
Пюэш и Шис, отмечая отсутствие единой доктрины, выделяют следующие принципы лингвистического структурализма. Во-первых, язык функционирует согласно объективной системе правил, которым неосознанно следуют говорящие. Язык рассматривается как абстрактная система (фонема не является звуком, а морфема — словом), включающая различные уровни (фонема, морфема, синтагма, фраза и т. д.), и описывается на основе характеристик речи говорящего. Структуралисты изучали актуальное состояние языка (синхрония), а не его становление (диахрония), то есть высказывания, а не обстоятельства коммуникации, условия высказывания или намерения говорящего. Якобсон, Бенвенист и Балли анализировали некоторые аспекты процесса высказывания в той степени, в какой структурные правила, нормы или коды языка (в системе местоимений, глагольной системе, модальных словах и др.) объективно выражаются в речи говорящих. Во-вторых, из соссюровских тезисов о произвольности и двойственной природе знака следовали исключение референта (внешней реальности или психологического состояния говорящих) и концепция смысла как порождения структуры, а также концепция формы, которая предшествует содержанию. В-третьих, в качестве социального факта язык составляет «базис» культуры. Этот тезис с различных эпистемологических позиций отстаивали Бенвенист и Якобсон, он повлиял на распространение структурализма в антропологии, социологии, семиологии и теории литературы.
Ведущие позиции в структурной лингвистике в 1920—1930-е годы занимала Пражская школа (Якобсон, Н. Трубецкой, С. Карцевский, В. Матезиус и др.), впитавшая идеи русского формализма, гештальтпсихологии и феноменологии Эдмунда Гуссерля. Её представители придерживались функционализма и считали язык не психическим, а социальным феноменом, который имеет автономную природу. Язык — это «система средств выражения, служащая какой-то определённой цели» (Тезисы к I съезду славистов), язык выражает отношения смысла, семантика не полностью отделена от синтаксиса. Пражские лингвисты связали функциональный подход с речевой коммуникацией, что было новаторским подходом в языкознании и разрешало проблему синхронии и диахронии (Якобсон писал о «динамической синхронии»). Антителеология Соссюра не придавала значения коммуникации, пражские лингвисты выдвинули телеологическую концепцию эволюции языковых систем. Как писал Богумил Трнка, соссюровская «речь» понималась как высказывания (или части высказываний), в которых необходимо обнаружить код внутренних структурных правил. В 1930-е годы представители Пражской школы впервые использовали структуралистские методы в теории литературы и общей эстетике (Ян Мукаржовский и др.) .
«Алгебраический» структурализм Копенгагенской школы (Ельмслев, В. Брёндаль, Х. Й. Ульдалль) радикализировал приоритет формы над субстанцией с опорой на логический позитивизм и абстрактный формализм. Подход Пражской школы считался недостаточно строгим, поскольку любое содержание структурируется в форме. Ельмслев пересмотрел соссюровский знак как содержание и выражение, которые определяются структурой. Задача глоссематики — выявить универсальную аксиоматику и дедуктивно описать многообразие языков. Тезис Ельмслева, что любые языковые процессы можно свести к ограниченному числу постулатов, стал одной из аксиом структурализма.
Американский структурализм, связанный с именами Блумфилда, Эдуарда Сепира и их последователей, был основан на эмпиризме и бихевиоризме. Язык определялся как совокупность наблюдаемых высказываний и рассматривался как форма поведения; соссюровские идеи интерпретировались через схему стимул — реакция. Большинство американских лингвистов отвергали дихотомию речь — язык и концепцию языкового знака, поскольку последний невозможно было исследовать эмпирически. Блумфилд отказался от означаемого и означающего в пользу «речевого высказывания» и «актуального объекта». Хотя и пражские, и американские лингвисты считали фонему минимальной единицей языка, последние трактовали её с позиций бихевиоризма. По Блумфилду, структура языка состоит из различных уровней: фонемы составляют морфемы, морфемы — слова, слова — фразы («Язык», 1933). На каждом уровне параллельно структурируются форма и смысл, функция каждого элемента проявляется на следующем уровне. Комбинации грамматических форм порождают смысл, однако семантика остаётся за рамками научного языкознания. Задача лингвистики — изучение грамматических структур. Бихевиористский «структурализм» доминировал в американской лингвистике в период между двумя мировыми войнами.
Особое место в истории структурализма занимали Дюмезиль и Бенвенист, чьи работы повлияли на развитие движения. Дюмезиль не считал себя структуралистом и не обращался к идеям Соссюра. Тем не менее его модель трёхчастной идеологии индоевропейских народов имела многие черты структурализма — в глазах Леви-Стросса Дюмезиль был «пионером структуралистского метода». Рассматривая общество, мифологию и религию как единое целое, учёный обнаружил в индоевропейских мифах общую (хотя не универсальную) систему представлений на основе трёх групп понятий: сакральное (власть), физическая сила (война) и плодородие (богатство). Триаде соответствовали три социальные функции: жрецы, воины, труженики. Бенвенист в работах по общей лингвистике развивал и преодолевал соссюровские идеи в теориях высказывания и прагматики. Он разграничил дистрибутивные и интегративные отношения (между элементами одного языкового уровня и элементами разных уровней), а также на основе двух систем глагольных времён (простое прошедшее и перфектное) ввёл различение между высказыванием о прошлом событии (история) и высказыванием, отсылающим к настоящей ситуации, моменту речи (дискурс).
Как отмечают Шис и Пюэш, отказ от структурной лингвистики в 1960-е и 1970-е годы (с переходом к синтаксической модели Хомского, социолингвистике, прагматике дискурса) часто сопровождался её критикой, исходившей из оценки структурализма как идеологии, для которой лингвистика являлась легитимацией, и поэтому направленной на принципы, а не на конкретные результаты.

### Якобсон и фонология

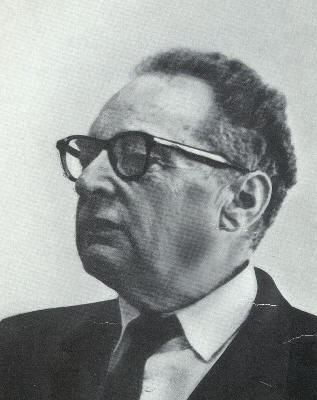
Роман Якобсон

Одним из создателей структурной лингвистики был Роман Якобсон, стоявший у истоков движения формалистов. Обширные интересы Якобсона включали литературу, фольклор, искусство и музыку. Его работы 1920-х годов Джозеф характеризует как «протоструктурализм». Якобсон искал универсалии, отмечая, что «пришло время рассмотреть вопрос универсальных законов языка». Он определял язык как «структурированное единство», считая, что тот «занимает срединное положение между природой и культурой», и рассматривая лингвистику как «связующее звено между естественными науками и науками о человеке». Якобсон стремился сделать лингвистику точной наукой, сравнивая новейшее развитие дисциплины с переходом от классической механики к квантовой физике. По оценке Мильнера, в основе взглядов Якобсона лежала идея симметрии, которую тот находил везде, включая поэзию.
Поиски «алфавита» универсалий привели Якобсона к законам импликации (А подразумевает наличие или отсутствие Б), которые определяют структуру всех фонологических систем. Субстантивным основанием или принципом стали бинарные оппозиции. Фонологическая концепция и идея бинарных («привативных») оппозиций (свойства одного элемента отсутствуют у второго) были выдвинуты Трубецким в результате изучения систем гласных в различных языках. Трубецкой обосновал создание отдельной дисциплины — фонологии («Основы фонологии», 1939), отделив её от фонетики. Предметом фонологии являлось изучение универсальных оппозиций между фонемами, определяемых по наличию или отсутствию дифференциальных признаков (законы импликации) или «корреляций» (палатализация, назализация и т. д.), которые составляют звуковую систему языка. В отличие от фонетики, новая дисциплина рассматривала признаки звуков, которые определяют смыслоразличение. Идеи следовали из элиминирования референта Соссюром и пересматривали его дихотомии, для Трубецкого оппозиция предшествовала различию. Фонология преодолевала соссюровский тезис о форме, а не субстанции и, как отмечают Шис и Пюэш, основывалась на функционализме; «релевантность» признаков или корреляций выражала идею структуры. Джозеф называет исследования Трубецкого и Якобсона «субстантивным» структурализмом. По некоторым оценкам, «фонологическая революция» (по выражению Леви-Стросса) была более значимой для становления структурализма, чем публикация лекций Соссюра. В 1930 году Якобсон писал Трубецкому:

Все больше убеждаюсь, что Ваша мысль о том, что корреляция есть всегда соотношение признакового и беспризнакового ряда, одна из Ваших самых замечательных и продуктивных мыслей. Думаю, что она будет иметь значение не только для лингвистики, но и для этнологии и истории культуры...
Согласно теории «маркированности» (Трубецкой и Якобсон), отдельные единицы языка взаимосвязаны; эта корреляция ни произвольна, ни формальна, а определяется дополнительным признаком, маркой, благодаря которой один элемент отличается от другого. Например, в немецком языке имеется корреляция между парами звонких и глухих согласных d и t, оппозиция нейтрализуется в конце слова в именительном падеже (Rat — Rad). Трубецкой изучал гласные, Якобсон — согласные, пытаясь расширить открытие на морфологию. В конце 1930-х годов Якобсон отказался от фонемы в пользу дифференциальных признаков, поскольку выяснилось, что фонема не является конечной единицей языка, как считал Трубецкой, а состоит из набора («пучка») признаков, подобных музыкальным аккордам. Этот поворот ознаменовал расхождение как с соссюровским постулатом линейности означающего, так и с дескриптивизмом и глоссематикой. Дифференциальные признаки были сведены Якобсоном и М. Халле (1956) в таблицу из 12 универсальных пар бинарных оппозиций, каждый элемент получил значение + или -.
Для Трубецкого привативные оппозиции были техническим термином, Якобсон видел в бинаризме «великое открытие». Бинарные оппозиции составляют первичную структуру мышления и существуют внутри языка как наиболее «естественный» код, первое, что усваивает ребёнок (да — нет, чёрное — белое, мать — отец). Бинаризм обосновывался как аналитический инструмент, который упрощает описание и фонологическую модель, хотя Якобсону и Халле приходилось расширять число признаков. В то же время, бинарность содержала опасность тотальной классификации (на что обращал внимание и Леви-Стросс), поскольку любую оппозицию можно сформулировать как бинарную. Этот недостаток, отмечал литературный критик Джонатан Каллер, устраняется, если ограничить модель знаковыми системами. Несмотря на эпистемологические проблемы (конвенционализм или реализм и др.), структуралисты в целом приняли бинарную оппозицию как базовую операцию мышления при производстве смысла.
В 1950-е годы Якобсон конкретизировал дихотомию язык — речь как «код» и «сообщение» (1952) и с опорой на математическую теорию коммуникации Клода Шеннона выделил 6 факторов речевой коммуникации (адресант, адресат, контекст, сообщение, контакт, код), которым соответствовали 6 функций языка (эмотивная, конативная, коммуникативная, поэтическая, фатическая, метаязыковая). На основе изучения афазии Якобсон связал соссюровские ассоциацию и синтагму с риторическими фигурами — метафорой и метонимией. Первая основана на подобии — селекции знаков, возможности субституции одного знака другим («вертикальное» измерение). Вторая затрагивает смежность — последовательную комбинацию и контекстную композицию знаков («горизонтальное» измерение). Исследования афазии позволили распространить фонологическую модель на психоанализ.

## Французский структурализм

### Структурная антропология

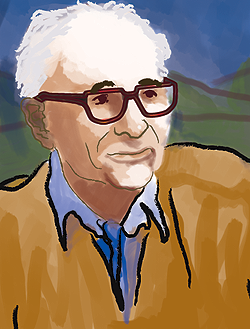
Клод Леви-Стросс

Клод Леви-Стросс — создатель французского структурализма, вероятно, самый знаменитый антрополог XX века — был философом по образованию, преподавал социологию в Бразилии и занимался полевой этнологией. В ранних работах он исследовал переход от природы к культуре, универсалии, отличающие человека от животного, и определял структурализм как теорию символического. Социальные и культурные феномены не редуцируются к биологии или психоанализу (фрейдовское понимание культуры как подавления желаний). Леви-Стросс полемизировал с американским культурализмом и британским функционализмом, с натурализмом и биологизмом во французской и британской антропологии. Он сместил антропологию в сторону культуры и символического и дополнил её идеей бессознательного. Граница между природой и культурой — запрет инцеста, который «одновременно находится на пороге культуры, внутри культуры и в некотором смысле… и есть культура» («Элементарные структуры родства», 1949). Человек начинает видеть в биологических отношениях систему оппозиций, испытывать потребность в правиле как в правиле. Запрет инцеста определяет условие возможности общества — принцип реципрокности или взаимности, который выражается в обмене женщинами, дарами (влияние Марселя Мосса) и речевыми сообщениями. Перевернув распространённый взгляд (анализ отношений происхождения), Леви-Стросс выстроил теорию родства вокруг отношений брачного альянса — обмена женщинами. Реципрокные отношения наделяются смыслом и становятся символическими, составляют основу социальной жизни.
Вскоре Леви-Стросс выдвинул единую программу для социальных и гуманитарных наук. Эта задача была возложена на социальную антропологию его собственного проекта — её особое призвание объяснялось положением на пересечении естественных и гуманитарных наук. Структурная антропология должна была стать главной «наукой о человеке», оставив остальные науки в качестве дополнительных, и реализовать замысел Мосса о «тотальном социальном факте». Леви-Стросс намеревался создать область исследований без границ, охватить в единой схеме все общества на планете, постигнуть бессознательное социальных практик и обнаружить сложную комбинаторику правил, на которых основаны человеческие общества. Антропология предоставляет систему объяснения для любых способов поведения, включая физические, физиологические, психические и социологические, и синтезирует результаты остальных наук.
Строгий метод для социальных наук обеспечивала структурная лингвистика, единственная полноценная социальная наука. Леви-Стросс вдохновлялся успехами кибернетики, которая после Второй мировой войны часто рассматривалась как общая теория коммуникации, включавшая и лингвистику. Кибернетика претендовала на познание человеческого мозга по аналогии с ЭВМ (комбинирование и рекомбинирование единиц через бинарные операции). Люди сохраняют, обрабатывают и сообщают информацию посредством структур мышления. Различные аспекты культуры тоже являются системами коммуникации или передачи информации. Хотя язык и культура не тождественны, они основаны на оппозициях, корреляциях и логических отношениях. Из общих для всех языков принципов следует существование универсальных культурных и социальных правил или структур, «врождённой структуры человеческого духа». Леви-Стросс принял фонологическую модель, исключив функциональный аспект. Означающее предшествует и определяет означаемое, символы более реальны, чем то, что они символизируют. Код предшествует сообщению и не зависит от него, он определяется как то, что переводится в другой код. Это его свойство и есть структура. В «Печальных тропиках» источниками вдохновения назывались марксизм, психоанализ и геология (идея различных слоев или уровней, образующих целое), к которым добавлялась музыка. От феноменологии и экзистенциализма Леви-Стросс рано отказался, посчитав их слишком субъективистскими. Геология, марксизм и психоанализ различны, но для них действительность никогда не сводится к внешнему проявлению, а процесс понимания всегда редуцирует один тип реальности к другому.
Предмет структурного анализа — универсальные бессознательные структуры, редуцируемые к ограниченному набору возможных инвариантов, на них основаны отношения родства, социальные институты, объекты культуры и «первобытное» мышление. Леви-Стросс расширил свой метод на области тотемизма, ритуалов, мифов и искусства. В «Структурной антропологии» выделялись четыре условия структуры: системность — изменения в одном элементе приводят к изменению остальных; принадлежность к «группе преобразований», каждая из которых относится к одному и тому же типу; предсказуемость последствий изменений в элементах; охват всех наблюдаемых явлений. Структура неизменна по сравнению с историческими и географическими вариациями социальных практик, не сводится к сознанию или идентичности социальных акторов, к содержанию социальных институтов. Согласно Леви-Строссу,

необходимо и достаточно прийти к бессознательной структуре, лежащей в основе каждого социального института или обычая, чтобы обрести принцип истолкования, действительный и для других институтов и обычаев.
Структура не изобретается исследователем, а существует в реальности, требует наблюдения и интерпретации. В то же время она возникает в концепции этнолога как логический и системный принцип. Леви-Стросс критиковал «конкретный» или «эмпирический» подход Радклифф-Брауна; структура «относится не к эмпирической деятельности, а к моделям, построенным по её подобию», является методом реконструкции эмпирических данных в гуманитарных науках, где невозможен эксперимент. Как пишет Декенс, после колебаний между фрейдистской и марксистской моделями Леви-Стросс определил структуру как социальную форму бессознательного, функционирующую как язык, бессознательное трансцендентальное («Сырое и приготовленное»), пустую рамку, которая относится не к содержанию, а к отношениям между элементами, их трансформациям.
В «Первобытном мышлении» структуралистский проект был распространён на западные общества: существует общая для всех обществ и культур логика, человеческий интеллект един и универсален. Леви-Стросс деконструировал эволюционистскую идею дологической стадии: «первобытное» мышление обладает развитой системой различий и оппозиций и поэтому столь же логично, как и современное. Магическое мышление, тотемизм, мифы и наука упорядочивают видение мира, способны на классификации, аналогии и обобщения. Тотемизм является системой классификаций социальных групп на основе аналогии с видами животных («Тотемизм сегодня»). Первобытный интеллект противопоставляет термины, развивает таксономии (животных или растений) из последовательных дихотомий, которые конституируют бинарные оппозиции. Структурированная система классификаций делает возможным опыты (одомашнивание растений и животных в Неолитическую революцию). Комбинируя и рекомбинируя символы, «неприрученная мысль» осуществляет интеллектуальный бриколаж, который совмещает эстетику и интеллект, обращается к чувственному опыту и воображению, к забытому наукой символизму (метафора, метонимия). Наука аналитически вычленяет дискретные проблемы, метод бриколажа ищет целостное решение практических задач. Первобытное мышление — это «наука конкретного».
Продуктом «первобытного мышления» являются мифы, универсальные структуры которых имеют общую логику конституирования, естественную и бессознательную. Как и язык, мифы структурируются через бинарные оппозиции. Первоначально Леви-Стросс считал мифы ответом на интеллектуальные проблемы или неразрешимые противоречия человеческой жизни. Миф об Эдипе сочетает космологические верования во внешнее происхождение человека с эмпирическим фактом биологического рождения. Первичная оппозиция с помощью аналогии превращается в другую, которая, трансформируясь, не разрешает главное противоречие, а создаёт бесконечную серию мифов и символических отношений. Соссюровские язык и речь относятся, соответственно, к обратимому и необратимому времени, миф же составляет третий уровень или измерение, поскольку комбинирует историю и аисторичность. Рассказ мифа подчиняется темпоральной последовательности, но его сообщение имеет вневременную значимость, мифы, как и музыка, — это «машины, уничтожающие время». Структура мифа неизменна благодаря простейшим элементам — мифемам, которые составляют «пучки» отношений, образуя гармонию, подобно оркестровой партитуре. В «Мифологиках» (Леви-Стросс проанализировал почти тысячу мифов 200 народностей обеих Америк) миф понимался как логическая и закрытая система, которая не зависит от социального контекста, не имеет практических функций и не репрезентирует общество. Леви-Стросс отказался от поисков первоначальной или «подлинной» версии мифа, основных символов или первичных архетипов — мифы функционируют в серии или цепочке означающих, в системе вариаций или трансформаций, которые указывают на системный характер связей; конкретное содержание мифа вторично. С помощью «знаков» мифы формируют, опосредуют и трансформируют бинарные оппозиции (сырое и приготовленное, сухое и влажное, содержащее и содержимое, пустое и наполненное, внешнее и внутреннее).
В своих исследованиях Леви-Стросс не только опирался на эмпирические данные, но и использовал метод свободных ассоциаций. Как писала Курцвейл, антрополог, следуя французской литературной традиции (Руссо, Пруст), включал личный опыт в свои модели, зачастую превращал умозрительные идеи в факты, а прошлые размышления и опыт — в нечто аксиоматическое. Сартр, не признававший бессознательные структуры и считавший метод свободных ассоциаций тавтологией, в «Критике диалектического разума» (1960) раскритиковал структурную антропологию за извращённое понимание человеческого существования, отрицание его фундаментального условия — свободы. «Трансцендентальный материалист и эстет» Леви-Стросс игнорировал диалектику истории и уникальность человека, редуцировал культуру к природе; структурализм презирал человека, приравняв его к насекомым и превратив в статичный, вневременной объект. В последней главе «Первобытного мышления» (1962) Леви-Стросс обрушился на Сартра с ответной критикой, обвинив его систему в противоречивости, этноцентризме и антиисторизме; попытки Сартра тотализировать историю несостоятельны, в его философии история выполняет роль мифа:

Итак, мы принимаем квалификацию эстета, поскольку полагаем, что конечная цель наук о человеке не в том, чтобы конституировать человека, но в том, чтобы растворить его.
В структурализме Леви-Стросса не было места для картезианского cogito — субъект был эпистемологической помехой. Радикальное антикартезианство следовало из неортодоксальной интерпретации Руссо: переход от животного к человеку, от природы к культуре, от эмоций к интеллекту связывался с сочувствием. Самость понимается в отношении к другому, как сумма этих отношений. Признание человечности другого есть условие собственной человечности — вопреки Сартру, «ад — это мы сами». Лишь понимание других культур позволяет понять собственную, хотя культурное разнообразие не отменяет единства человечества и единой природы человека за рамками эволюционного континуума прогресса. Основа подлинного гуманизма — признание природных оснований человечества.
Левистроссовская теория истории, направленная против философии Сартра, отвергала историческую телеологию, традиционные концепции прогресса и социальной эволюции. История не является чередой «объективных» событий, а конституируется всякий раз как миф, который рассказывается или вспоминается. История не имеет смысла, а является результатом воздействия внешних и случайных сил. Переход от мифа к философии — «древнегреческое чудо» — всего лишь случайность. Мир находится в процессе непрерывного становления, исторические знания постоянно комбинируют предшествующие структуры и новые события — их структурирование всегда неполное и неудовлетворительное. В одних культурах внешняя среда и структуры неизменны, поскольку события происходят редко, а течение времени обратимо («холодные» дописьменные общества). В других обществах они изменяются, что приводит к внутренней дифференциации, движению и инновациям — истории как линейной последовательности социальных изменений («горячие» или современные общества). История состоит из классификаций, коды которых различны в разных культурах, социальных группах и даже у историков; пример — миф о Французской революции у левых и правых. Современные общества отбирают исторические «факты» согласно коду хронологии: оппозиции раньше — позже и, выводя настоящее из прошлого, рационализируют своё существование.
Леви-Стросс искал «скрытые симметрии» культуры, мечтал сделать антропологию точной наукой (он двигался в сторону натурализма, нейрофизиологического подхода к структурам — «радикального материализма», по выражению Досса) и был убеждён в эффективности структуралистской эпистемологии для социальных наук. В то же время он стремился привнести в них искусство. Структура мифов сравнивалась с музыкой — композиция «Мифологик» явно отсылала к тетралогии Вагнера. К концу «Мифологик» Леви-Стросс устранил различие между научным исследованием и познаваемым предметом, описание мифов теперь рассматривалось как разновидность литературы, «миф о мифе». В «Человеке голом» (1971), разоблачив остальных «псевдоструктуралистов», он провозгласил «суперструктурализм», «подлинные» техники которого были применимы ко всей культуре и который объединял математику, естественные науки, музыку и мифы. В 1970-е годы Леви-Стросс отказался от претензий на научность, хотя и сохранил приверженность своей модели. По мнению Курцвейл, он, вероятно, никогда не осознавал, что поставленные им вопросы были более научными, чем его ответы.
В антропологии необычайно цельная концепция Леви-Стросса стала единственной значительной теорией после заката эволюционизма, он радикально изменил представления антропологов о предмете их науки, включая области родства, классификаций, мифов — история антропологии разделяется на «до» и «после» Леви-Стросса. Несмотря на недостатки и ограничения теории, которые следовали из её размаха, антропологу удалось переосмыслить отношение между психическим и социальным, вывести на новый уровень этнографические исследования, включить ряд областей в анализ и сформулировать множество плодотворных гипотез среднего уровня. Наиболее слабым местом структурной антропологии стали её основания — к 1960-м годам устарели как фонологическая модель (её применимость к другим уровням языка), так и кибернетическая модель мозга, которая оказалась слишком примитивной. Леви-Стросс недооценивал процесс интерпретации и преувеличивал интеллектуальный аспект культуры по сравнению с эмоциональным и практическим.
Амбициозный проект Леви-Стросса представлял серьёзный вызов для наук о человеке. Хотя антропологии не удалось перестроить гуманитарное знание — левистроссовская «большая теория» вскоре рухнула, — структурализм по умолчанию стал общей парадигмой для ряда дисциплин, в рамках которых пытались выработать единую науку. Ответы на структуралистскую программу возникли в других областях знания или периферийных дисциплинах, которые находились в стадии становления и нуждались в поддержке. Расширение Леви-Строссом антропологии на все области культуры позволило структуралистским идеям распространиться в литературоведении, психологии, истории, философии и заложило основу для будущего подъёма Сultural Studies.
Критик Леви-Стросса антрополог Клиффорд Гирц писал (1988):

Что бы ни произошло с обменом женщинами, мифемами, бинарным разумом или наукой конкретного, ощущение интеллектуальной значимости, привнесённое структурализмом в антропологию и особенно в этнографию... останется надолго. Дисциплина пробивала свой путь в культурную жизнь общества и раньше: Элиот читал Фрэзера, Энгельс читал Моргана, Фрейд, увы, читал Аткинсона, а в США почти все читали Мид. Но подобного массового вторжения в смежные области (литература, философия, теология, история, искусство, политика, психиатрия, лингвистика, даже некоторые части биологии и математики) никогда не происходило.

### Психоанализ

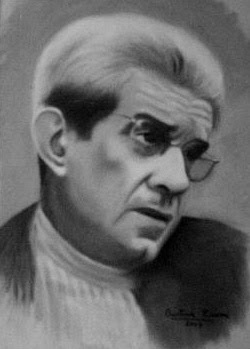
Жак Лакан

Приняв участие в структуралистской программе, теоретик психоанализа Жак Лакан стремился объединить новую интерпретацию Фрейда и структурную лингвистику. На его построения повлияли гегелевская диалектика признания, дюркгеймовский функционализм, философия Хайдеггера и радикальная феноменология, сюрреализм, символический и структурный анализ Леви-Стросса. Лакан полемизировал с Сартром, противопоставив бессознательное экзистенциальной ситуации, а также с американскими психоаналитиками, которые «медикализировали» и биологизировали психоанализ, вписывали его в эмпиризм, прагматизм и бихевиоризм. Лакан отстаивал научную автономию психоанализа, включавшую независимость от философии. В «Римском докладе» (1953) он провозгласил обновление психоанализа и возврат к истине, открытой Фрейдом, её освобождение от наслоений и непонимания. Лакан всегда декларировал верность своему учителю, заявляя, что он лишь представлял, разъяснял, радикализировал и депсихологизировал учение Фрейда.
Для Лакана структурализм разрешал проблему гуманитарных наук, поскольку позволял изучать объекты культуры и преодолевал дихотомию позитивизма и спиритуализма, что не смог сделать Фрейд. Лакан не обращался к методам структурной лингвистики, а использовал идею системы или структуры языка для анализа сознания. Теория Фрейда больше не описывала психическое развитие, а отсылала к базовой структуре — универсальной, внеисторической и необратимой, независимой от временны́х и пространственных условий (интерпретация работ Фрейда о нарциссизме и расщеплении Я (Ichspaltung)). В версии Лакана создатель психоанализа оказался первым структуралистом.
Триада Символическое / Реальное / Воображаемое заменила фрейдовские сознание, подсознание и бессознательное («речь Другого»). Символическое указывает на цельность и продуктивность речи и одновременно конституирует структуру бессознательного (Реального), отрезая воображаемые отношения — источник неврозов и беспокойства. Воображаемое — это первичные представления о себе, идеальный образ Я, который ничего не символизирует и не сублимирует, но определяет последующие идентичности — психологическое развитие и социализацию. Видя своё отражение в зеркале, ребёнок осознаёт себя биологическим организмом и социальным существом и устанавливает воображаемую связь с Другими. Реальное охватывает всё, что избегает Символического; на устойчивость отсутствующего Реального указывает объект а — не поддающийся символизации и недосягаемый объект желания.
В отличие от Соссюра Лакан акцентировал речь, что было обусловлено интересами терапевтической практики. Речь не принадлежала сознательному субъекту высказывания; Лакан изолировал означающее, ставшее причиной означаемого, а также выдвинул теорию цепочки плавающих означающих, отсылающих друг к другу. Эти тезисы иллюстрировал рассказ Эдгара Аллана По «Похищенное письмо»: в качестве плавающего означающего письмо детерминировало действия персонажей, хотя содержание (означаемое) текста было им неизвестно. Цепочки означающих в бессознательном являются структурами, которые функционируют только через отношения метафоры и метонимии (риторические фигуры Якобсона сравнивались с конденсацией и смещением у Фрейда). Поэтому бессознательное полностью гомологично правилам языка. Как пишет Досс, Лакан дважды исказил Соссюра, у которого не было ни плавающего означающего, ни бессознательного.
Лакан радикально переосмыслил идею субъекта, хотя и не изложил целостную теорию. Постижение структурного порядка Символического требует децентрации субъекта по отношению к «Я». Субъект зависит от бесконечной цепочки означающих вокруг изначальной нехватки недоступного Реального. Он производится на стадии зеркала через собственное раздвоение или отражение. В соссюровском означающем Лакан нашёл, по выражению Досса, квази-онтологическую основу условия человека — «символического животного», способного помыслить реальность лишь в языке. Человек существует и познаётся как символическая функция, порождение языка, его эффект, отсюда известная формулировка: «бессознательное структурировано как язык». Нет никакой сущности или идентичности человека за пределами языка: «язык — это орган». В «Римском докладе» Лакан противопоставил символическую функцию языку пчёл, который имеет стабильную связь с обозначаемой реальностью.
Лакановский структурализм был основан на идее неполноты и отсутствия, что перекликалось с понятием Бытия у Хайдеггера; сокрытие истины (похищенное письмо) явно имело хайдеггеровские аллюзии (истина как алетейя). Видение децентрированного и расколотого субъекта соответствовало представлениям других структуралистов того периода. Согласно Мильнеру, Соссюр заменил принцип тождества различием, в «гиперструктурализме» Лакана субъект онтологически не тождественен не только другим, но и самому себе.
Взгляды Лакана не были систематизированы, хотя он часто сознательно усложнял свои рассуждения, что впоследствии сделало его главной мишенью для критиков структурализма, обвинений в иррационализме, мистицизме и идеализме. Его работы трактовались и как религиозные, и как сциентистские (антиметафизические и позитивистские). Критики считали, что Лакан, исключив субъекта, избежал функционализма с помощью символического анализа, но не смог преодолеть детерминизм и «механический символизм», объяснить социальные взаимодействия и конституирование сообщества. Люди превратились в марионеток, подчинённых «приказам» теоретика, хотя Лакан искал решение проблемы социальных правил, обращаясь к теории игр. Другие авторы подчёркивали его реализм, а не идеализм: нацеленность на столкновение с Реальным через изгнание Воображаемого и «обнажение» объекта а во время психотерапии. Наиболее известная критика Лакана — «Анти-Эдип» Делёза и Гваттари, ставший, по выражению Декомба, настоящей «военной машиной антиструктурализма».

### Семиологический проект
В 1960-е годы структурализм и семиотика (или семиология) не различались, хотя семиотика изучала знаки или знаковые системы, а структурализм претендовал на обнаружение глубинных структур. Семиотика представляла наиболее широкое применение структуралистских идей, поскольку рассматривала культуру как целое (социальная антропология ограничивалась конкретными институтами). В центре семиологического проекта была фигура Ролана Барта, который воспринимался как один из лидеров структуралистского движения, хотя структурализм был лишь одним из этапов его сложной интеллектуальной траектории. В 1960-е годы Барт отстаивал систематический и научный подход к изучению культуры, считал структурализм способом анализа культурных артефактов на основе методов лингвистики, пропагандировал семиологию как науку о знаках. После 1968 года он дистанцировался от структурализма.
Барт исходил из посылки, что любые объекты культуры и человеческой деятельности, начиная с одежды или еды, содержат смыслы и, следовательно, являются знаками, хотя люди чаще всего этого не осознают. Знаки определяются системой различий или отношений, внешних или внутренних, и рассматриваются в рамках системы правил, которые обуславливают их существование. Структурализм не учитывает исторический аспект, а изучает структуру и смыслы конкретных феноменов внутри системы, в которой они функционируют. Знаки шире, чем функции, поскольку в сущности социальны: «с тех пор как существует общество, любой обычай превращается в знак этого обычая». Так как количество возможных означиваний бесконечно, то безграничны и возможности злоупотребления знаками — «мифы», которые представляют социальный порядок как вечный и безальтернативный. Барт пытался совместить семиологию с социальной критикой; как писал литературный критик Джон Стеррок, задача семиологического проекта — демифологизировать и оздоровить общество, раскрыв механизмы, с помощью которых господствующие классы манипулируют процессами означивания. Критике идеологии массовой культуры был посвящён ранний сборник статей «Мифологии» (1957), Барт анализировал повседневную жизнь мелкой буржуазии, мифы, создаваемые массмедиа. Два уровня «мифических» смыслов и сообщений составляют основный смысл (денотация) и мифический или идеологический (коннотация). В рекламном сообщении денотация («отбеливает белее белого») дополняется не осознаваемым смыслом коннотации: покупать потребительские товары — естественно и правильно, они приносят счастье и радость. «Мифологии» представили семиотическую программу на основе формализма и содержали идею рассмотрения любых продуктов человеческой деятельности как «языков».
Программная статья «Структурализм как деятельность» (1963) определяла структурализм как «деятельность имитации» (или мимесиса), которая не копирует внешний мир и находится за рамками рационализма и реализма — структура есть подобие объекта. Структурализм воссоздаёт объект, чтобы обнаружить правила его функционирования, не постигает смысл, а выявляет логику его возникновения, исследует не конкретное содержание мысли, а условия её возможности. В «Основах семиологии» (1964) Барт систематизировал свои практические исследования. Масштабный семиотический синтез излагал общие принципы и методологию структурализма и пересматривал дихотомии Соссюра с опорой на Ельмслева и Якобсона. Семиология теперь затрагивала множество областей культуры и человеческого существования — от философских идей до повседневных развлечений. Литература, питание, мода, кино рассматривались как знаковые системы, одной из которых являлся язык. Семиология — это лингвистическая критика, применимая к любым обозначаемым объектам — Эйфелевой башне, японской культуре, бифштексу или лицу Греты Гарбо. Как пишет Досс, будучи в «методологической эйфории», Барт определял семиологию как внеисторическую науку будущего, которая заменит социологию и психологию и будет главенствовать над лингвистикой, экономикой, этнологией и историей.
В «Системе моды» (1967) Барт рассматривал создание смыслов через различение предметов одежды, придание значимости деталям и связывание ношения одежды с другими областями человеческой деятельности. Система моды определялась как метаязык (в терминах Ельмслева), имеющий три уровня означивания: «реальная одежда», «одежда-образ», «одежда-описание». Переход между уровнями (или кодами) происходит посредством шифтеров (термин Якобсона). Предметом структуралистского анализа является «одежда-описание», поэтому система моды — это система прессы, которая пишет о моде («Le Jardin des modes» или «Elle»). Сущность моды — система означающих, изолированных от означаемых. Система моды формирует миф, поскольку пытается представить установления как естественные факты. Барт заключал, что означаемое представляет означающее отчуждения.
Критике подвергались установки Барта, что семиотическая коммуникация характеризуется непреднамеренностью, спонтанностью и неопределённостью, в ней не важны согласие или интенции участников. Его постоянный оппонент лингвист Жорж Мунэн полагал, что Барт извратил Соссюра, подменив семиологию коммуникации семиологией означивания — его целью была «симптомология буржуазного мира» в русле социальной психологии. Как отмечал Досс, структуралистская программа позволяла осуществить радикальную критику господствующей идеологии, поскольку подрывала смыслы, которые представлялись как естественные и неизменные. Вместе с тем, семиология являлась убежищем, где можно было укрыться от индустриального общества и массового потребления, занять нейтральную позицию и во имя науки разоблачить механизмы господства.

### Теория литературы и литературная критика
Структурализм часто воспринимался как «магический ключ» к проблеме смысла, что, по оценке Джозефа, отражало самую сильную и самую слабую сторону подхода. По обобщению Павела, структурализм комбинировал различные — герменевтические, психоаналитические, конвенциональные, антимиметические — версии критики представлений об авторе-творце, который осознанно вкладывает смысл в произведение искусства. Оспаривая уникальность автора или текста, структурализм выдвигал на первый план объективные аспекты литературы (система языка и «литературные» конвенции), которые соединяют автора и читателя. Вслед за русским формализмом структуралисты исходили из «имманентного» подхода к смыслу произведения, объясняли литературный «факт» через его место в системе, но, в отличие от формализма, рассматривали произведение как структурное целое, которое детерминировало отдельные элементы. Опора на лингвистику позволяла уйти от историко-литературных и биографических подходов и осуществить «научное» и системное описание, которое не требовало каузального объяснения. Согласно Каллеру, лингвистические методы либо непосредственно заимствовались для открытия поэтических структур (Якобсон) или объяснения природы смысла (Греймас), либо использовались по аналогии (Барт) или метафорически (Тодоров).
Структурный анализ литературы был инициирован статьёй Леви-Стросса и Якобсона «„Кошки“ Шарля Бодлера» (1962), вызвавшей разноречивые отклики. Согласно авторам, любое произведение содержит «систему вариантов», поскольку состоит из «вертикальных» пересекающихся уровней (фонологический, фонетический, синтаксический, семантический и т. д.). В ряде работ Якобсон продолжил изыскания в области поэзии. Считая поэтику частью лингвистики, он отдавал приоритет «схемам», выводил семантику из формы. На различных уровнях языка Якобсон обнаруживал устойчивую симметрию, структуры, которые не осознаются ни автором, ни читателем. Анализ куплетов стихотворения позволяет увидеть, как симметричное расположение грамматических единиц организует куплеты в различные группы. Хотя результаты не поддавались проверке и изначальная симметрия была зачастую сомнительна, для Якобсона точность анализа определялась лингвистическими методами.
Одним из направлений была «нарратология» — структуралисты (Тодоров, Греймас, Женетт, Клод Бремон и др.) исследовали составные части повествования и их различные комбинации, в особенности сюжет. Важным источником была работа русского формалиста В. Проппа «Морфология сказки» (1928), после публикации на английском языке (1958) включённая в структуралистский канон. Пропп проанализировал 100 русских волшебных сказок и выявил ограниченное число (31) значимых для сюжета поступков персонажей — структурных единиц («функций»). С точки зрения структуралистов, пропповские функции являлись отношениями и преодолевали эссенциализм. Тодоров связал нарративную и языковую структуры. Опираясь на Проппа, он формализовал «нарративный синтаксис» и конкретизировал трёхсторонний процесс синтаксической спецификации, семантической интерпретации и речевой репрезентации. Различные уровни текста или группы текстов определяются инвариантом — центральной структурой или порождающей моделью, которую можно обнаружить в процессе чтения («фигурации»). В нарратологии использовалось понятие трансформации (Тодоров), заменившее распределение функций у Проппа, а также классические теории риторики (Женетт). Как отмечал Каллер, операции сегментации и классификации позволяли выявлять «грамматику» нарратива или структуру сюжета, но порождали множество описаний структур, статус которых оказывался неочевидным.

Семиотический квадрат

«Структурная семантика» Греймаса представляла наиболее амбициозную и одновременно неудачную попытку описать литературный текст в лингвистических терминах, претендовала на формальное и объективное решение проблемы смысла. Греймас считал, что обнаружил алгоритм перехода от отдельных семантических компонентов (слов и предложений) к большим смысловым структурам (текст или группа текстов). Универсальная модель («семиотический квадрат») распространялась на бесконечное количество нарративных структур, любые возможные тексты. Греймас разграничил аналитические уровни «имманентности» и «манифестации» — концептуальную карту возможных элементов и их актуальные проявления в языке. Минимальные семантические единицы («семы») возникают из оппозиций (мужской — женский, молодой — старый, человек — животное) и проявляются в лексических единицах («лексемах»), которые формируют «классемы». Повторение классем влечёт семантическую однородность текста («изотопия»). Структурная семантика была оснащена математической и логической терминологией; Греймас элиминировал намерения говорящего, высказывания от первого и второго лица и любые указания на темпоральность. Результатом стала детально проработанная «алгебра лингвистического смысла» — замкнутая абстрактная система (часто приводящая к тавтологиям), которая выводила смысл из имманентной ему структуры и которую невозможно было ни верифицировать, ни опровергнуть.
Барт в работах о Расине трактовал расиновский театр как «систему единиц и функций», место взаимодействия сил в рамках эротической ситуации; условием трагедии являлась оппозиция внутреннего и внешнего пространства. Персонажи различаются в зависимости от занимаемой позиции в конфигурации сил, которые включают три базовые оппозиции или отношения — власти, соперничества и любви. Изыскания Барта, подрывавшие основы академического дискурса, спровоцировали яростную критику со стороны представителей традиционного литературоведения, считавших, что он дегуманизировал французского классика. Барта обвинили в полемичности, догматизме, идеологическом импрессионизме. Литературовед Раймон Пикар (1965) раскритиковал «структуралистские тенденции», критическую игру с «псевдонаучной» терминологией, заменившую «жизнь ума» механической структуралистской идеологией. Отвечая Пикару, Барт отрицал объективность литературной критики и утверждал активную роль критика в создании смыслов и децентрацию автора как условие науки о литературе. Полемика Барта и Пикара, широко освещавшаяся в прессе, расколола французскую интеллигенцию на два лагеря. Досс отмечал, что Барт, став культовой фигурой, выражал умонастроения целого структуралистского поколения, которое отвергало «позитивистскую буржуазную идеологию» консервативных академических институтов.
Эссе «Смерть автора» резюмировало позиции Барта: смысл произведения не сводится к смыслу, сознательно заложенному автором. Личность автора растворяется в знаковой системе различий, хотя множественные измерения текста могут включать психический или социальный аспект. «Автор» был изобретён капиталистической идеологией в конце Средних веков, его смерть знаменует начало письма и рождение читателя, который свободно читает тексты и связывает их с собственной жизнью.

### Философия, история, социология, психология

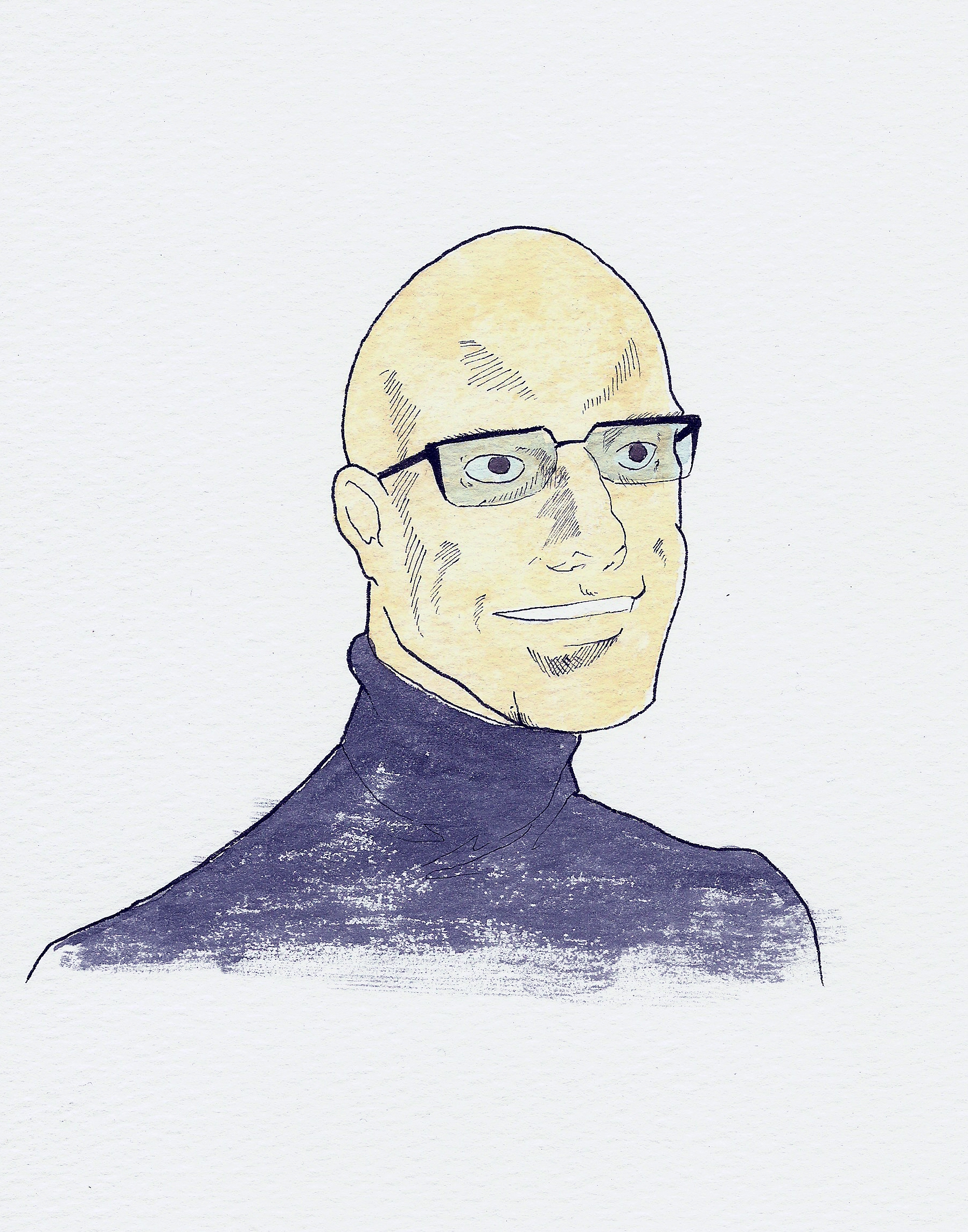
Мишель Фуко

Мишель Фуко не считал себя структуралистом, однако в 1960-е годы соглашался с ориентацией на структуру, в то же время не поддерживая левистроссовский сциентизм. Его главной целью было низвержение субъекта («смерть человека»), структурализм определялся Фуко как «анонимное мышление, знание без субъекта, теория без идентичности». Философ рассматривал человека как объект воздействия внешних сил и событий, отказавшись, вслед за Ницше, от гуманизма и наивной и иллюзорной, с его точки зрения, веры в свободу. Эти установки привели к деконструкции истории и социальных наук. Исторический релятивизм Фуко, как и структурализм Леви-Стросса, отрицал телеологию, непрерывную или логическую последовательность — историческая темпоральность состоит из дискретностей, разрывов и трансформаций. Эволюция и моральный прогресс уступили место случайности, неизбежности и бессмысленности.
«История безумия в классическую эпоху» (1961) — по мнению Барта, первое применение структурализма к истории — порывала с традиционной концепцией западного субъекта. Фуко обратился к «изнанке» разума, образу Другого — безумию. В эпоху Ренессанса безумие не отделялось от разума, и, хотя подвергалось исключению, не считалось присущим человеку. В XVII веке, после декартовского определения безумия как ошибки или иллюзии, оно превратилось в угрозу для воцарения разума, оппозиция между разумом и неразумием заменила разделение добра и зла. Изоляция безумия оставалась правовым, а не медицинским вопросом, лишь в конце XVIII века безумие стало болезнью, нуждавшейся в лечении. Воссоздав генеалогию безумия, Фуко исследовал условия возможности истины в научном дискурсе (психиатрия) и описал изменение в западной культуре — переход от власти закона к власти нормы, ставшей критерием для разделения индивидов .
В «Словах и вещах» (1966) Фуко исследовал прошлое европейской культуры — «археологию гуманитарных наук» — подобно этнологу, изучающему незнакомое и чуждое ему первобытное общество. Условия возможности культуры и знания определяются эпистемой — бессознательной исторической структурой, устойчивой в определённый период времени. В эпистеме возникают, концентрируются, рассеиваются и распадаются факты, дискурсы и представления (концепты). Как пишет Декенс, очистив трансцендентальное Канта от субъекта, Фуко поместил его в историческую конфигурацию. Отвергнув анализ происхождения и каузальность, философ спатиализировал историю — в синхроническом пространстве эпистемы, аналогично «холодной» темпоральности первобытных обществ, рассматривались связи между элементами, а не их генезис или причины.
Фуко выделял три эпистемы — ренессансную, классическую и современную — и два разрыва между ними — в середине XVII и на рубеже XVIII—XIX веков, когда возникло понятие человека как суверенного и ответственного субъекта. В современной эпистеме человека определяют три квази-трансценденталии — жизнь, язык и труд (биология, филология и политэкономия), однако человек понимается как способный мыслить и постигать силы, которым он подчинён, и дистанцироваться от них. Временность и недолговечность конфигураций современного знания указывают на возможность исчезновения человека, децентрированного Коперником, Дарвином и Фрейдом. Науки, сохраняющие человека в качестве референта, следует заменить «антинауками», отрицающими антропоцентризм, — психоанализом и этнологией во главе с лингвистикой — позитивной наукой.
Фукианский «псевдоструктурализм» — «структурализм без структур» (по определению Жана Пиаже) — критиковался за исторические неточности, квази-трансцендентализм и лингвистический идеализм, эпистемологический анархизм и редукцию знания к ограниченному набору обычаев. Отмечалась непрояснённость разрыва между эпистемами. Однако, указывает Досс, задача Фуко была более масштабной: радикальная критика модерна и Просвещения, деконструкция деспотии разума, развенчание власти в обличье знания и превознесение забытых и угнетённых. Как пишет Декенс, эпистемологический антигуманизм не отрицал Просвещение и не был моральным или политическим. «Человек» отвергался как недейственный концепт, а гуманизм трактовался широко и включал марксизм, экзистенциализм, персонализм, сталинизм. Как указывает Мильнер, анализ Фуко не был структуралистским, в нём отсутствовали оппозиции и различие; философ для целей долгосрочного проекта по деантропологизации знания использовал структурализм как рычаг, чтобы перевернуть современное знание, включая марксистскую диалектику, и перечеркнуть науки о человеке.
Структурализм в 1950-е и 1960-е годы представлял опасность для истории как науки об изменениях, поскольку в строгом смысле отрицал диахронию и каузальность, подчёркивал неполноту исторического знания. В то же время, он был антидотом от крайностей марксистской диалектики и от волюнтаризма, воспринятого у эволюционной историографии XIX века. Структурализм противостоял пафосным описаниям событийной истории (l’histoire évènementielle) — каузальному и хронологическому повествованию о великих государствах, подвигах великих королей, императоров, полководцев, политиков, гениев и т. д. Многие исследователи пытались разрешить противоречие структура — история («диахронический структурализм» Люсьена Гольдмана, «структурная наука диахронии» Мориса Годелье и т. д.), включая Леви-Стросса, различавшего «холодную» и «горячую» темпоральность. Французским историкам пришлось пересмотреть отношение к историческому времени. Отвечая на вызов структурализма, Фернан Бродель (1958) соотнёс структуру и понятие longue durée, предложив считать его общим языком социальных наук. Он не полемизировал с Леви-Строссом, а призвал к взаимодействию в «межнаучном пространстве». Как отмечает Досс, «неподвижность» времени longue durée способствовала «структурализации» школы «Анналов». После 1968 года успешный синтез структурализма и истории состоялся в исторической антропологии (история ментальностей), изучавшей устойчивые антропологические характеристики. Место динамичной истории событий заняла история без событий и изменений, описание анонимного и рутинного в статичных обществах. Досс отмечает работы Андре Бюргьера (анализ бессознательных коллективных практик и символического), Эммануэля Ле Руа Ладюри (идея статичной модели с небольшим количеством параметров), Жоржа Дюби (адаптация модели Дюмезиля) и др.
Структуралистские работы по исторической антропологии Жана-Пьера Вернана, Марселя Детьена и их последователей атаковали классическую филологию. Историки исследовали ментальности, мифы, природу труда, техническое мышление, политическое устройство Древней Греции; под влиянием Дюмезиля и Леви-Стросса рассматривали устойчивые системы в синхронии, использовали бинаризм (начиная с оппозиции фюсис — номос). Проанализировав переход от мифа к логосу, Вернан обнаружил сосуществование и соперничество различных рациональностей — границы между мифом и логосом оказались сомнительными, как и противопоставление мифа свободе. Для Вернана миф обладал собственной рациональностью, являлся инструментом древнегреческого мышления. Миф не был ригидным и догматическим, не требовал веры, а предлагал полисемию, различные версии или варианты. Отказавшись от формализма, Вернан учитывал культурный, социальный и политический контекст.
Наиболее известным применением структурализма к истории в англоязычном мире являются работы Хейдена Уайта. В труде «Метаистория» (1973) рассматривалась «глубинная структура исторического воображения» известных историков и философов истории XIX века (Токвиль, Маркс, Мишле, Ницше и др.). Уайт устранил различие между научным и литературным текстом: в исторических исследованиях факты организованы в специфические сюжетные структуры (emplotment), которым сопутствуют комбинации риторических фигур — тропов (метафора, метонимия, синекдоха и ирония). Эти приёмы обеспечивают цельность изложения и наделяют исследование объяснительным эффектом.
Луи Альтюссер не придавал большого значения языку и не всегда включался в число структуралистов. В попытке обновить марксизм философ предложил сциентистскую альтернативу марксизму-ленинизму (или сталинизму) и различным версиям гегельянского марксизма («гуманизма»). Работы Альтюссера — вероятно, наиболее значительного теоретика марксизма после 1945 года , — были популярны в 1960-е и 1970-е годы, поскольку предлагали синтез диахронического марксизма и синхронического структурализма, и, как многим казалось, объективный и эффективный анализ современного капитализма на основе холизма. Его разработки, однако, вскоре были раскритикованы за безосновательные научные претензии и игнорирование творческого, активного аспекта деятельности социальных агентов.
Альтюссер, строго разделяя науку и идеологию, интерпретировал наследие Маркса в терминах «эпистемологического разрыва» — перехода от идеологии к науке (исторический материализм), произошедшего в 1845 году («За Маркса», 1965). Альтюссер полемизировал с эволюционными и телеологическими теориями истории, концептуализировал науку как «теоретическую практику», а общество — как структурное, а не органическое целое, элементы которого связаны синхронической структурной причинностью. Различные социальные уровни — экономика, политика, идеология — влияют друг на друга (понятие сверхдетерминации, заменившее зависимость надстройки от базиса). Представления «гуманистов» об отчуждённой сущности человека являются идеологией, одна из которых — сталинизм. Альтюссер радикально децентрировал субъекта («теоретический антигуманизм»), ссылаясь на лакановскую интерпретацию Фрейда. Субъект превратился в порождение идеологии, «идеологический эффект». Идеология является внеисторической, имеет материальную природу, существует в социальных институтах — «идеологических аппаратах» (церковь, семья, образование), которые воспроизводят социальные отношения. Альтюссер ввёл понятие интерпелляции, приводя в качестве примера обращение полицейского к пешеходу — «эй, вы!». Отвечая на оклик идеологии (аналогично лакановскому узнаванию в зеркале), человек оказывается внутри неё, «занимает позицию», становится субъектом.
Пьер Бурдьё в 1960-е годы синтезировал структурализм и наследие Дюркгейма в попытке создать социологическую теорию, подкреплённую эмпирическими исследованиями. Его социология вытекала из десубстантивации, элиминирования содержания, отождествления смысла и различия. Движущая сила социального пространства — синхроническая логика классификаций, акторы, считающие себя свободными, подчиняются социальным силам. Задача социолога — выявить объективные условия дискурсивных практик и достичь уровня каузального объяснения без субъекта. В «Наследниках» (1964) французская система образования описывалась как машина для социальной селекции; за фасадом институциональной нейтральности скрывалась логика воспроизводства, исключавшая социальные изменения. Как пишет Досс, в 1970-е годы Бурдьё, обратившись к различным источникам (включая работы Хомского и аналитическую философию), преодолел тупики структурализма с помощью концепций габитуса, практического смысла и стратегий.
«Генетический структурализм» Жана Пиаже не всегда относят к истории движения, хотя Даниел Белл считал Пиаже одним из главных структуралистов. В исследованиях когнитивного развития ребёнка Пиаже сочетал генетические и структурные аспекты, вербальные и формальные объяснения, диахронию и синхронию. В «Структурализме» (1968) в контексте точных наук была рассмотрена, согласно автору, «центральная проблема структурализма» — существование (реализм) или конструирование (идеализм) структур, их неизменность или формирование. Понятие структуры включало идеи целого, трансформации и саморегуляции. Пиаже не согласился с «антиисторическими и антигенетическими структурализмами» (Леви-Стросс), которые нуждаются в формальных основаниях (Хомский). Структуры (психические «технэ» или «когнитивные машины»), напротив, конструируются, «их трансформации разворачиваются во времени». Структуры устойчивы и необходимы, но темпорально обратимы, что позволяет субъекту преодолевать время и каузальность. Темпоральная обратимость связывает структуру, генезис и функцию. Как пишет Стеррок, в эпистемологическом решении Пиаже «необходимость» структур не дана, а достигается в процессе обучения и адаптации. Позднее Пиаже, отказавшись от структурализма, отстаивал конструктивизм как общую эпистемологию для гуманитарных и, возможно, для всех наук.

## Преодоление структурализма

### Генеративизм: Хомский

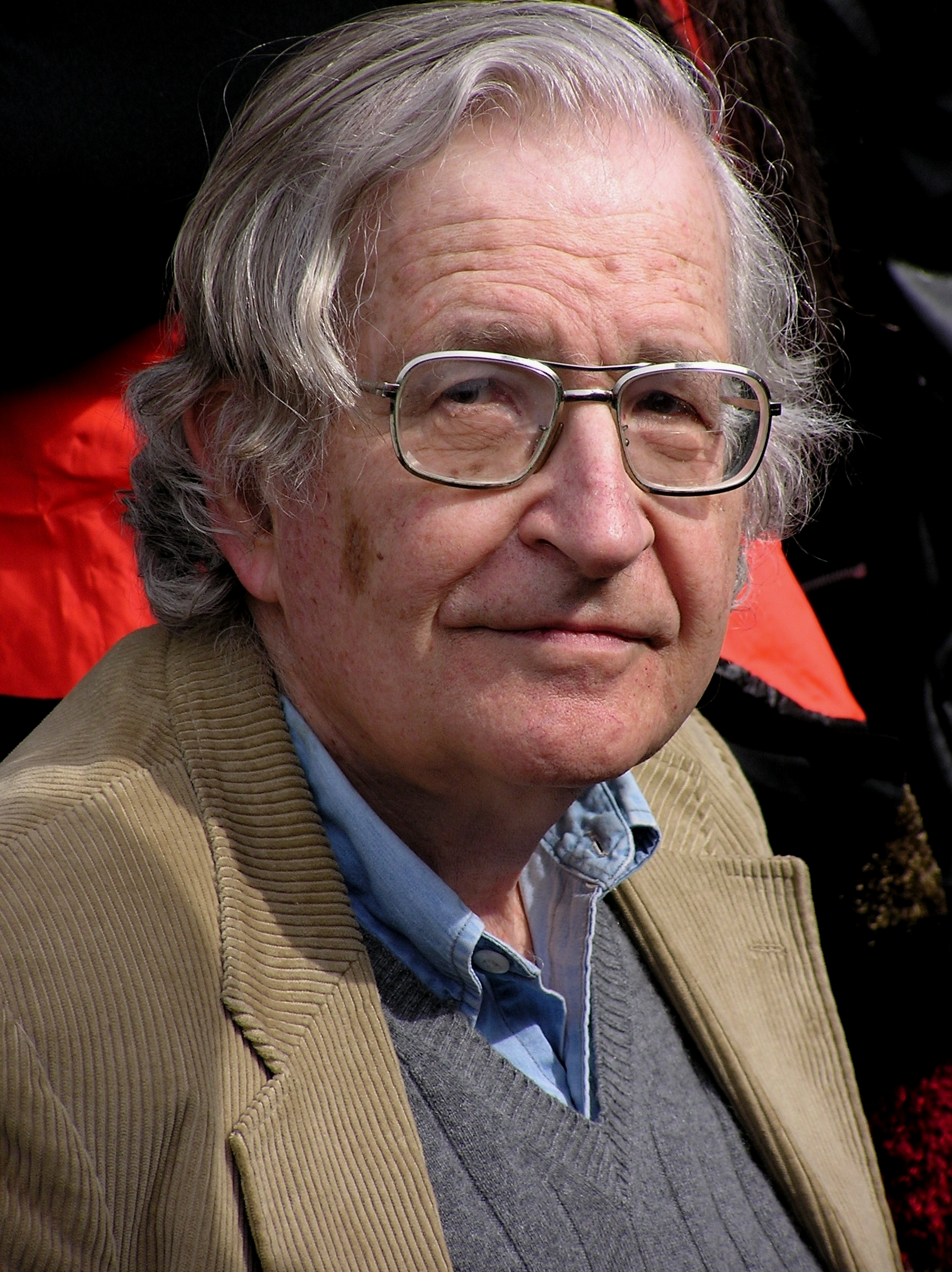
Ноам Хомский

Задачей Хомского было восстановить «мышление», показать, что бихевиористская модель не способна отразить многообразие творческого использования языка. Хомскому удалось преодолеть эмпиризм и соединить психический базис языка с формальной лингвистикой, синтезировать европейский и американский структурализм. Большинство историков лингвистики полагают, что «хомскианская революция» была постепенным переходом от дистрибуционализма З. Харриса к генеративизму; многие идеи, включая формализацию синтаксиса или понятие трансформации, уже присутствовали у американских лингвистов. В 1960—1980-е годы концепция мышления Хомского оказала значительное влияние на психологию и психолингвистику и стала основой для ранней когнитивной науки (понятие модульного мышления), хотя его идеи часто корректировались при их адаптации в различных областях.
Центральное место Хомский отвёл формальному синтаксису, синтаксическим структурам идеального говорящего в гомогенном языковом сообществе. В согласии c американской традицией, Хомский считал базовой единицей языка предложение, а не слово. Теория следовала неопозитивистскому отделению синтаксиса от семантики и прагматики, исключала социальный контекст и коммуникативные намерения говорящих. Язык рассматривался как изолированный научный объект. Хомский ввёл интерпретацию, поскольку синтаксическая корректность определяется признанием говорящих. Рассмотрев не решённый Соссюром вопрос об овладении языковыми навыками, Хомский указал, что между языком и речью отсутствовал «связующий термин» — агент языка, обладающий врождённой способностью — компетенцией. Идеальный говорящий способен спонтанно усваивать правила, делающие возможным производство и понимание бесконечного корпуса синтаксически допустимых предложений. Компетенция и исполнение трактовались как язык и речь, однако, в отличие от коллективного языка Соссюра, носителем компетенции является индивид, она представляет собой дискретный, неосознанный компонент мышления, врождённую универсальную структуру. Структура не конструируется в опыте, а существует на абстрактном уровне языковой деятельности и обусловлена биологическим устройством мозга.
Хомский разграничил «глубинные» и «поверхностные» структуры. Первые относятся к единственной семантически возможной интерпретации высказываний; их не следует смешивать с врождёнными психическими структурами или схемами, которые не рассматриваются в теории языковой компетенции. Поверхностные структуры также определяются синтаксисом, но могут быть фонетически интерпретируемы. Переход от глубинных структур к поверхностным объясняется с помощью трансформационных правил. Грамматические трансформации являются «структурно-зависимыми в том смысле, что они применяются к цепочке слов в силу организации этих слов в составляющие» («Язык и мышление», 1968). Новаторские правила трансформации освободили структуралистскую систему от соссюровской статики.
Хомского часто считали структуралистом или структурным лингвистом, с чем он сам не соглашался. Как пишет философ Питер Коз, расхождение с американскими лингвистами было методологическим, а с европейскими — стратегическим: последних Хомский считал недостаточно фундаментальными. Хомский скорее закрепил структуралистские представления о врождённой или психической природе структур. Он переориентировал лингвистику на когнитивную психологию и, отказавшись от анализа психического аспекта языка, позднее пришёл к «биолингвистике». Как пишет Досс, структурализм Хомского вскоре превратился в «структурный натурализм», отсылающий к генетическим основаниям и представлениям о внеисторической природе человека (по выражению Пиаже, доктрина врождённости «неизбежно влечёт бесконечную регрессию назад к бактериям или вирусам»). Эти установки, как и разграничение языка и мышления, скорее противоречили структурализму — по формулировке Бенвениста, для лингвиста не существует мысли вне языка. Лингвистический универсализм Хомского воплотил структуралистские мечты о научности, но отрезал лингвистику от социальных наук. Каллер считал, что теория Хомского не повлияла на развитие структурализма; для Мильнера генеративизм завершил структуралистскую исследовательскую программу, поскольку разрешил её основные проблемы: формализация (особенно понятие трансформации), понятие структуры («Синтаксические структуры») и эмпиризм («Аспекты теории синтаксиса»). Джозеф, напротив, полагает (вслед за Пиаже), что Хомский привёл к зрелости американский структурализм, его теория неизбежно следовала из развития структуралистской мысли (центральное понятие трансформации).

### Деконструкция: Деррида

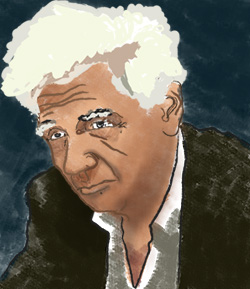
Жак Деррида

Главным «могильщиком» структурализма был Деррида, чьи работы представляли, по оценке Гидденса, наиболее проработанный вариант перехода от структурализма к постструктурализму. Философ указал на противоречия или апории в проектах Соссюра, Леви-Стросса и Фуко. «Внутренняя» критика структурализма была частью более обширной программы критики западной «метафизики присутствия». Деррида радикализировал развитую Якобсоном соссюровскую идею о конститутивной природе различия. Деконструкция положила конец научным или системным амбициям структуралистов, показав неприменимость бинарных оппозиций к описанию феноменов культуры.
В структурализме системы рассматривались в пространственных терминах — все последовательные элементы существуют одновременно. Однако, согласно Деррида, подобные вневременные модели суть иллюзия. Деррида ввёл темпоральный элемент, превратив соссюровское различие в «различание» — бесконечную отсрочку или откладывание. Время и язык структурно идентичны, темпоральность, понимаемая как становление, а не как история, неотделима от природы означиваний. Языковые структуры всегда порождаются предшествующими событиями, последние сами детерминированы структурами, среди которых невозможно найти изначальную. Каждое последующее означаемое есть также и означающее, и так до бесконечности. Процесс отсылок от знака к знаку никогда не прекращается, поскольку нет выхода из знаковой системы. Для Деррида представления о том, что смыслы предшествуют их выражению в языке, являются нонсенсом и идеализмом, поскольку нет смысла, который нельзя сформулировать. Существует лишь «след» — парадоксальная структура постоянных отсылок, предшествующих любой сущности. Согласно Деррида:

...ни один элемент не может функционировать как знак, не отсылая к какому-то другому элементу, который, в свою очередь, не остается просто присутствующим. Благодаря такой сцепленности каждый «элемент» — фонема или графема — конституируется на основе отпечатывающегося на нём следа других элементов цепочки или системы... Ничто, ни в элементах, ни в системе, нигде, никогда не выступает просто присутствующим или отсутствующим.
Структурная антропология продолжает западный логоцентризм и этноцентризм, поскольку сохраняет руссоистскую оппозицию между невинной природой и виновной культурой, историческую телеологию и эсхатологию, мечты о непосредственном присутствии и завершении истории. В своём наивном позитивизме Леви-Стросс воспроизвёл метафизику и восстановил аналог субъекта — структура оказалась скрытой сущностью, истоком или организующим центром, хотя она является игрой различий. Структуры мифа или родства превратились из простых гипотез в эпистемологические универсалии, базовые элементы мышления и бессознательного, которые закрепились между культурой и природой для обоснования самого разделения.
Соссюр сумел подвергнуть критике метафизику присутствия, поскольку осознал произвольную природу знака и негативность системы языка, но не смог преодолеть логоцентризм — «отсутствие целого» остаётся ностальгией по присутствию. У Соссюра означающее обеспечивает доступ к означаемому и подчиняется понятию сообщаемого смысла, что приводит к первенству речи над письмом. Речь представляется как естественная, непосредственная коммуникация, в которой совмещаются и форма, и смысл; письмо — как искусственная и искажённая репрезентация речи. Деррида перевернул дихотомию: отсутствие и отсрочка вписаны в сущность письма как условия любого означивания. Как отмечал Гидденс, письмо и речь понимались не буквально, «письмо» — это процесс темпорального расположения и повторения означивания. В письме наиболее явно проявляется различие, более ясно, чем в речи, можно увидеть относительность означиваний во времени и в пространстве.

## Критика
Структурализм критиковали за научные амбиции, общую установку на познание человеческого духа, за позитивизм, пристрастность и необъективность анализа, идеализм (основанный на «вере» и «метафизике»), сциентистский иррационализм, бихевиоризм и механицизм, психологический, биологический и символический редукционизм; за формализм, стремление к систематизации (как недостаточной, так и чрезмерной), теоретизированию и текстуальности вне связи с социальными практиками и политикой; за манипулирование данными для их встраивания в теорию; за приверженность к парадоксам и новшествам, необычным трактовкам и риторике; за акцент на синхронии вместо темпоральности и историчности; утопизм и детерминизм. Главным недостатком структурализма считали поиск скрытых или глубинных структур («мистицизм скрытых структур»).
Критики отрицали оригинальность и революционность структурализма, считали его постулаты старыми и банальными, хотя и фундаментальными (Раймон Будон); утверждали, что структурализм не вышел за рамки позитивистской традиции Дюркгейма, не смог преодолеть кантовские антиномии. По полемичной оценке Гидденса, структурализм и постструктурализм представляли собой «отжившие традиции мысли», которые, несмотря на

обещание, данное в момент энтузиазма их цветущей юности... в конечном счёте не смогли произвести революцию в философском понимании и в социальной теории.
Структурализм (Леви-Стросс, Альтюссер, Лакан) считали «лингвистическим позитивизмом» или философией языка, близкой к логическому позитивизму Венского кружка, который во Франции был мало известен. С этой точки зрения, источниками структуралистской «идеологии точности» (по выражению Досса) были не столько лингвистика, как обычно считается, сколько позитивизм Дюркгейма и «парадигма информации» первой половины XX века (генетика и эволюционная биология, экономика, кибернетика, математика Бурбаки и др.), а также метафизика Хайдеггера как философская основа попытки коренного преобразования гуманитарных наук. Павел отмечал метафизическую установку Леви-Стросса, согласно которой «человеческий универсум, подобно физической вселенной, состоит из сигналов и сообщений, а не из проектов и действий».
Структурализм часто трактовался как отражение «лингвистического поворота» в философии и социальной теории после 1950-х годов. Французские структуралисты расширили лингвистическую модель на все явления культуры и, шире, на все человеческие феномены. Лингвист и филолог Соссюр превратился в семиотика, философа и теоретика социальных наук. Пюэш резюмирует три пункта в восприятии идей Соссюра: их открытие к моменту, когда в лингвистике они во многом устарели; внимание к знаку и парадоксальным тезисам о семиологии; возведение семиологического проекта «Курса общей лингвистики» в ранг «метафизики», основы для общей философии культуры. Критики считали левистроссовское использование структурной лингвистики расплывчатым и метафорическим, искажающим научную лингвистику. Предпочтение фонологии было случайным, эпистемологически необоснованным, как и выбор «большой конститутивной единицы» — Леви-Стросс мог в равной степени использовать слова, фразы или синтагмы либо применить другую модель. Его целью было научное обоснование гуманитарных наук, прежде всего антропологии, что представляло, по выводу Павела, нарратив «научного спасения». Будон полагал:

Мы создаём впечатление, что социальные науки станут полноценными науками подобно ньютоновской физике. Это есть у Леви-Стросса... Сциентизм внушает доверие, потому что лингвистика выглядит как нечто научное в смысле естественных наук... В сущности, это и есть ключ к успеху.
Структурализм соглашался с cимволическим интеракционизмом и этнометодологией по вопросу о ключевой роли языка в социальной жизни, однако делал иные выводы: нет субъективного измерения смысла, существуют объективные системы значений. Этот тезис критиковался за позитивизм. По обобщению социолога Саймона Кларка, для Леви-Стросса системы смысла конституируются в бессознательном, которое основано на биологии и предшествует символическому порядку. Далее, Лакан скорректировал натурализм, разрешил проблему аисторичности и статичных структур и утвердил культурный идеализм и антигуманизм: бессознательное не предшествует, а производится системами смысла, которые взаимодействуют и изменяются. Наконец, Альтюссер интегрировал праксис Сартра в структурализм: структуры порождают практики, которые изменяют структуры. Критики указывали, что лингвистика не объясняет социальное (Лефевр), опыт и историю (Клод Лефор); социальная жизнь не подобна языку (Гидденс), является слишком сложной, её нельзя редуцировать к материалу для конструирования символической логики (Лефор). Гидденс, критикуя тезис о лингвистическом повороте, указывал, что лингвистика не даёт общей модели для социальной теории (понимания агентности, социальных институтов), поскольку нуждается в социальном контексте — социальных практиках, праксисе. Как полагал Гидденс, главная проблема структурализма и структурной лингвистики (включая Хомского) — изоляция языка от обстоятельств его использования, исследованных Людвигом Витгенштейном и Гарольдом Гарфинкелем. Как следствие, творческие способности признаются, но приписываются мышлению (нативизм Леви-Стросса, Хомского и Пиаже), а не сознательным действующим агентам.
Многие критики упрекали структурализм в формализме, что Леви-Стросс считал упрощением. Как обобщал Павел, формальный подход можно считать неприменимым к гуманитарным наукам (позиции герменевтики Ханса Георга Гадамера и последователей деконструкции), непрактичным и не дающим интересных результатов. Как полагал Коз, формализация, выполненная Хомским, указала на слабое место структурализма — «псевдоформализм» (Леви-Стросс), который не требуется для анализа реляционной природы социальных объектов. В то же время утверждалось, что Леви-Стросс преодолел оппозиции абстрактного и конкретного, формы и содержания, кода и сообщения: эти понятия равнозначны и рассматриваются с помощью одного метода; плавающий или произвольный характер структуры исключал абстрактный формализм.
Для Поля Рикёра «абсолютный формализм» Леви-Стросса не учитывал свободу воли, вопросы морали, этики и действия. Сартр считал, что ограничения структуры выглядят неизбежными и неизменными лишь для внешнего наблюдателя — структура, напротив, порождается и изменяется свободным и творческим праксисом. Сартр и Рикёр не отрицали научную значимость исследований родства, мифов и языков, однако считали неоправданной генерализацию и систематизацию структурализма в «Первобытном мышлении». Культурные универсалии Леви-Стросса — врождённые, хотя и не биологические, и следуют из психической структуры мозга. Отсюда — детерминизм, иллюзорность свободы, поскольку человек лишь рекомбинирует существующие возможности. Акторы действуют не осознанно, а подчиняются универсальным правилам бессознательного. Кларк отмечал, что Леви-Стросс трактовал функциональный бинаризм Якобсона как психический. Универсальное бессознательное — точка контакта между индивидом и социальным, «собой и другим», место интеграции индивида в общество через символические взаимодействия. Теорию символического можно трактовать как переформулировку доктрины социального договора, но без субъекта и на основе бессознательного — тождество символического и социального у Леви-Стросса, символ как «пакт» у Лакана, сходство между социальной и языковой конвенцией в трактовке Бартом Соссюра.
Левистроссовское понятие структуры критиковалось как слишком общее, не прояснённое, противоречивое и амбивалентное: оно «колебалось» между онтологией и эпистемологией, эмпиризмом социального и трансцендентальной абстракцией, практиками и моделью. Рикёр указывал на трансцендентальную априорность структур, Гидденс отвергал «необычное смешение номинализма и рационализма». Переход Леви-Стросса от эпистемологии к онтологии, к «когнитивным моделям» акторов был раскритикован Бурдьё как «схоластическое заблуждение», одна из самых фатальных ошибок в социальных науках — смешение «модели реальности» и «реальности модели» (в терминах Маркса, «дела логики» и «логики дела»). Леви-Стросс не смог разграничить практическую логику действий социальных агентов и логику построения и функционирования модели, поскольку последняя была приравнена к основополагающим структурам мышления, а необратимые правила практического действия — к обратимым, с точки зрения наблюдателя, трансформационным правилам. По Бурдьё, результатом стал детерминизм:

Исходя из того, что объективная модель, получаемая при сведении политетичности к монотетичности, при замене детотализованной и необратимой последовательности вполне обратимой тотальностью, образует собой имманентный закон всех практик, незримый закон наблюдаемых движений, учёный низводит социальных агентов до роли автоматов или же инертных тел, движимых некими тёмными силами к неведомым целям.
Традиционно считается, что структурализм отвергал философию субъекта и сознания (феноменология и экзистенциализм) в силу методологических разночтений: структурализм отрицал ключевой феноменологический тезис о прозрачности репрезентации. Иногда указывается на близость к Гуссерлю, на различные «сцепления» сознания и мира. Критики движения Сартр, Рикёр и Морис Мерло-Понти («неоструктурная» версия феноменологии) и структуралисты влияли друг на друга, пытались интегрировать идеи оппонентов в свои проекты. Несмотря на разрыв между экзистенциализмом и структурализмом, оба направления предлагали комплементарные решения в рамках единого проблемного поля. Сартр учитывал структуры, а Леви-Стросс — понятие праксиса.
Структурализм иногда связывался с герменевтикой; Тодоров и Женетт считали подходы взаимодополнительными. Рикёр полагал, что можно совместить структуралистские объяснения и герменевтический круг: первые относятся к не зависящей от наблюдателя бессознательной системе смысловых различий и оппозиций; вторые состоят в сознательном исследовании сверхдетерминированного символического опыта интерпретатором. По выводу Рикёра (1963), условия и границы применимости структурализма — замкнутая совокупность элементов, закрытый перечень (бинарных) оппозиций, подсчёт всех возможных комбинаций. Структурализм описывает связи между феноменами, а не отношение субъекта к феномену, и производит лишь таксономии. Каллер, напротив, указывал на объяснение непосредственно данного отношения между субъектом и объектами культуры, хотя объекты и действия рассматривались в системе смысловых конвенций, а не с точки зрения интенций и каузальности. Гидденс отмечает, что герменевтика допускает «автономию» текстов (Гадамер), поэтому вывод о «смерти автора» не уникален, хотя и важен.
Рикёр критически определял структурализм как «кантианство без трансцендентального субъекта», с чем Леви-Стросс соглашался, называя себя «вульгарным кантианцем» и «сверхкантианцем». Децентрация субъекта часто рассматривалась как ключевая тема структурализма, связанная с установкой на строгое знание, с предпочтением «рациональности без субъекта субъекту без рациональности». Согласно известной фразе Леви-Стросса, не «люди мыслят в мифах», а «мифы мыслят в людях без их ведома». Лакановская идея зеркальной стадии отрицала картезианство от Мена де Бирана до Гуссерля, поскольку идентичность вытекала из системы означиваний; «Я» не имеет непосредственного доступа к «Я». Фуко, критикуя структурализм, разделял общий скептицизм в отношении субъекта и принимал идею бессознательной организации языка, которая определяет мифы, объекты культуры и человеческие мотивы. Как указывал Гидденс, субъект был ранее децентрирован Ницше, Фрейдом, Соссюром и Хайдеггером: идея прямого доступа к сознанию (феноменология) сегодня в значительной степени дискредитирована. Поэтому децентрация субъекта имеет значение для философии и социальной теории, однако структурализм и постструктурализм слишком зависели от структурной лингвистики, сохранив различение сознания и бессознательного. Фредрик Джеймисон считал растворение субъекта «туманным отражением» коллективной природы современной жизни — не столько кибернетической, сколько коммерческой сети массового производства, которое организует индивидуальное существование. В этом смысле атака на субъекта имела материалистический импульс, но была ограничена позитивизмом.
Элиминирование «трансцендентального субъекта» связывается социологом Максимом Пароди с вопросом спонтанного производства общества. Для Леви-Стросса структурированное общество производится не сознательно или рационально, а естественно и бессознательно. Согласно Пароди, структуралистская теория спонтанного порядка отрицала значимость разделения между естественным и гражданским состоянием (в терминах Руссо) и для целей позитивной науки рассматривала сообщества подобно молекулам газа, которые спонтанно взаимодействуют, но не двигаются случайно, а подчиняются структуре. Теория спонтанного порядка, отражая квази-теологические или метафизические установки («эманационизм»), ошибочно отождествляла механистическое понятие социального порядка со статичным равновесием, что привело к «иллюзии холизма». «Процесс без субъекта» исказил природу агентности и превратил человека в автомат, поскольку натурализировал человеческие интенции, смешал (в терминах Декомба) физический, символический и семантический уровни, хотя последний, отмечает Пароди, неотделим от рефлексии и сознательных намерений. Согласно Кларку, Леви-Стросс, как и его оппонент Сартр, искал универсальную природу человека и находил человечность внутри абстрактного и аисторического индивида, который предшествует социальному бытию. Эта домарксовая и досоциологическая установка представляет современную версию «утопической критики» эксплуатации и господства.
Структурализм, по мнению Джеймисона, ограничивался изучением надстройки (в «Первобытном мышлении» Леви-Стросс писал, что «надеется внести свой вклад» в теорию надстройки, «лишь едва намеченную Марксом»), а более точно — идеологии, что следовало из соссюровской модели знака, лишавшей доступа к референту («реальному миру») и приведшей к идеализму. Базис и надстройка, культура и природа, смысл и первичный материал оказались внутри феномена, хотя понятие внешней реальности имплицитно сохранялось. Структуралисты пытались разрешить эту дилемму (теоретическая практика у Альтюссера, социальные и идеологические материалы у Барта, идея природы у Леви-Стросса): в одном решении система знаков как целое соответствует реальности при несовпадении отдельных элементов; другая позиция, позитивистская у Леви-Стросса или спинозистская у Альтюссера, предполагала «предустановленную гармонию» между структурами сознания и внешним миром. Как отмечал Гидденс, соссюровский отказ от референта («уход в код»), принятый в структурализме и постструктурализме, вытекал из доктрины произвольности и роли различия, но никогда не был философски обоснован. Номинализм в рассмотрении пространства не позволяет исследовать социальное, хотя Деррида смог осмыслить темпоральность с помощью «различания». Вопреки Деррида, смысл не конструируется игрой означающих, а порождается на пересечении производства означающих и событий и объектов мира.
Структурализм не способствовал политическим проектам, поскольку в его моделях идеологии являлись конститутивными для субъективности и неустранимыми из мышления и действий. С точки зрения Лефевра, эпистемологические предпочтения структуралистов представляли уход от проблем современности — структуралисты постулировали «конец истории» и отрицали историческое развитие в условиях политического тупика, угасания левого движения. Как пишет Пароди, слабая эпистемология и ненадёжность метода, непрояснённость понятий структуры, знака и символа, отмеченная Декомбом и Будоном, привели к идеологизации движения, гиперболизированному, сверхкритичному взгляду на социальные изменения — восприятию демократизации как отчуждения. Как следствие, структурализм эстетизировал и очернил эволюцию нравственности в модерне. Мильнер, используя аналогию платоновской пещеры, отмечал безысходность — Платон представлял выход из пещеры иллюзий посредством философии, для структуралистов люди — пленники мира структур, которые нельзя преодолеть ни с помощью силы мысли, ни через абсолютную случайность свободы, ни с помощью революции. Тем не менее структурализм не утверждал отчаяние:

 Считая, что нет выхода из пещеры, ведь снаружи ничего нет, люди 1960-х годов избирают не грусть, а радость: истину, истину знания. Нужно, чтобы знание оставалось возможным, как и истинное мнение, даже если выхода нет. Они всё же возможны.

## Значение
Структурализм представлял попытку полностью перестроить систему знаний (Леви-Стросс), объединить гуманитарные науки на основе общей методологии и преодолеть разрыв между точными и гуманитарными дисциплинами. Ретроспективно структурализм можно рассматривать как одно из самых важных, если не доминирующих философских направлений XX века, высшую точку развития ряда критических течений постпросвещенческой мысли. Структуралистские идеи распространились в различных социальных и гуманитарных дисциплинах на разных континентах. В широком смысле структурализм отождествляется с французской интеллектуальной историей второй половины XX века. Его успех в социальных науках, огромное влияние в научном сообществе и в массмедиа были связаны с обещанием исполнить «мечты» о научности гуманитарных наук, с предложением точной науки без количественных амбиций позитивизма, с отказом от биологического или психологического редукционизма при изучении культурных и социальных феноменов. Достоинством структурализма был строгий подход к рассмотрению социальных явлений, анализ внутреннего устройства социальных целостностей. Его преимущества резюмировала Мэри Дуглас (1968):

Структурный анализ не редуцирует все символы к одному или двум, а предполагает абстрактное описание структурированных связей всех символов друг с другом.
Проект опирался на модель структурной лингвистики как наиболее «строгой» науки, хотя её положения зачастую интерпретировались вольно и оригинально. Переосмыслив Маркса, Фрейда и Дюркгейма, структурализм элиминировал субъекта и предложил анализ неосознаваемых сил, определяющих социальные действия. По мнению Декенса, структурализм представлял попытку ответа на вопрос Канта об условиях возможности знания («Критика чистого разума»), методологический и критический рационализм, в котором лингвистическая модель заменила систему кантовских категорий. Согласно Мильнеру, новаторство и уникальность структурализма состояли в рассмотрении тесиса как предмета галилеевской науки, как части фюсиса, но без редукции тесиса к фюсису. Структурализм дал ответ на вопрос о социальных правилах — «модальный парадокс», который был замечен ранее, но не был систематизирован: как люди создают правила, которые, не будучи законами природы, действуют с той же необходимостью и неизбежностью? Ответ структурализма — парадокс случайного и необходимого, необратимое действие правил объясняется с помощью структуры. По оценке Джеймисона, структурализм представлял одну из первых последовательных попыток разработать философию моделей вместо органицизма. Как полагает Досс, «великая догадка» структурализма — непрозрачность коммуникации. После структурализма невозможно теоретически рассматривать субъекта без какого-либо основания и исторического контекста; невозможно понимать историю как прогресс, как поступательное стадиальное движение.
После 1968 года структурализм самоуничтожился и превратился в «постструктурализм», отказавшись от сциентистских амбиций. «Мегаломания» некоторых версий структурализма привела к его восприятию как мировоззрения абсолюта, истоков и центра. Дискредитации движения способствовали события 1968 года, поскольку оказалось, что структурализм не учитывал агентность, а постулировал воспроизводство господствующих структур. Как пишет Досс, структуралистская парадигма деконструировала себя в апориях и тупиках субъекта и историчности. «Перезапуск» структурализма, оказавшегося недостаточно радикальным, чаще всего описывается как переход к постструктурализму или «структурализму II», который, по распространённому мнению, выступил против научных устремлений, систематического знания. Тем не менее структурализм сохранил и упрочил академические позиции, остался важным ориентиром в науке, продолжая оказывать влияние на различные дисциплины, включая европейскую философию. Неудача структурализма стала одной из причин последующего скептицизма в отношении возможности научного гуманитарного знания. К концу второго десятилетия XXI века сложился научный консенсус, что структуралистский подход слишком ограничен для повсеместного применения, хотя отдельные аспекты знаковых систем и дискурсов можно изучать, обращаясь к Соссюру, Барту и Альтюссеру. Структурный анализ мифа существует, но прямо моделям Леви-Стросса не следуют. В постструктурализме были разработаны более сложные теории общества и культуры, наиболее влиятельная из которых — концепция Фуко.
Структурализм повлиял на целое поколение социальных учёных, включая его критиков — от Сартра, Рикера, Касториадиса и Лефора до А. Турена, Ж. Бодрийяра, Делёза и Лиотара. Его успех привёл к долгосрочным изменениям в конфигурации дисциплинарных связей и границ, открыл возможности для развития старых и новых направлений исследований в области истории, философии, социологии и социальной теории, теологии, литературы и искусства, музыки, кино и медиа, а также гендера, правительственности, науки и технологий, Cultural Studies и постколониализма, для формирования способа мышления постмодерна. Структурализм отразился на архитектуре и градостроительстве ряда европейских стран. В 1950—1960-е годы утверждались неизменные, статичные структуры города, бинарные оппозиции внешнего и внутреннего, природы и культуры. С 1970-х годов архитектурный структурализм связывался с изменчивостью и подвижностью сооружений и их элементов, с динамической архитектурой «открытой формы».
Леви-Стросс, Барт и Лакан внесли решающий вклад в становление Cultural Studies, применив семиологию для анализа и критики форм культуры (Барт). В развитии социальной теории подъём структурализма был кратковременным, но важным моментом, он содействовал сближению англо-американской и европейской «континентальной» социальной мысли (реабилитация Маркса Альтюссером) с последующим переходом инициативы к европейской мысли. Структурализм способствовал окончательному преодолению органицизма и, позднее, структурного функционализма. Наиболее влиятельные постклассические социальные теории выросли из структурализма и преодолевали его (Бурдьё), либо разрабатывались в прямой полемике с ним и интегрировали его идеи (Гидденс). В литературной критике теоретический «антигуманизм» структурализма ознаменовал завершение эпохи традиционного «гуманистического» литературоведения. В исследованиях мифа (антиковедение и др.) структурализм повсеместно был адаптирован до такой степени, что работы последователей Леви-Стросса и Вернана стали неотличимы от общего структурного анализа. Концептуализации субъекта, идеологии и символического Лаканом, Альтюссером и Деррида позднее осмыслялись в континентальной политической философии и политической теории.
Структурализм окончательно утвердил идею равенства всех представителей человеческого рода с момента его появления — настолько, что это больше не обсуждается. По оценке Курцвейл, несмотря на удалённость от политики наиболее радикальных составляющих структурализма (бессознательные структуры), его практические следствия, что особенно касается популяризированных версий, часто рассматривались как более подходящие для целей эгалитаризма и демократии, чем конституционные свободы, поскольку утверждали принципы равенства (Леви-Стросс), устраняя различие между «дикими» и «цивилизованными» обществами, между третьим миром и развитыми странами. Как утверждал Досс, несмотря на многочисленные тупики, структурализм

изменил способ восприятия нами человеческого общества до такой степени, что более невозможно мыслить, не принимая во внимание структуралистскую революцию.